# Langues au Timor oriental

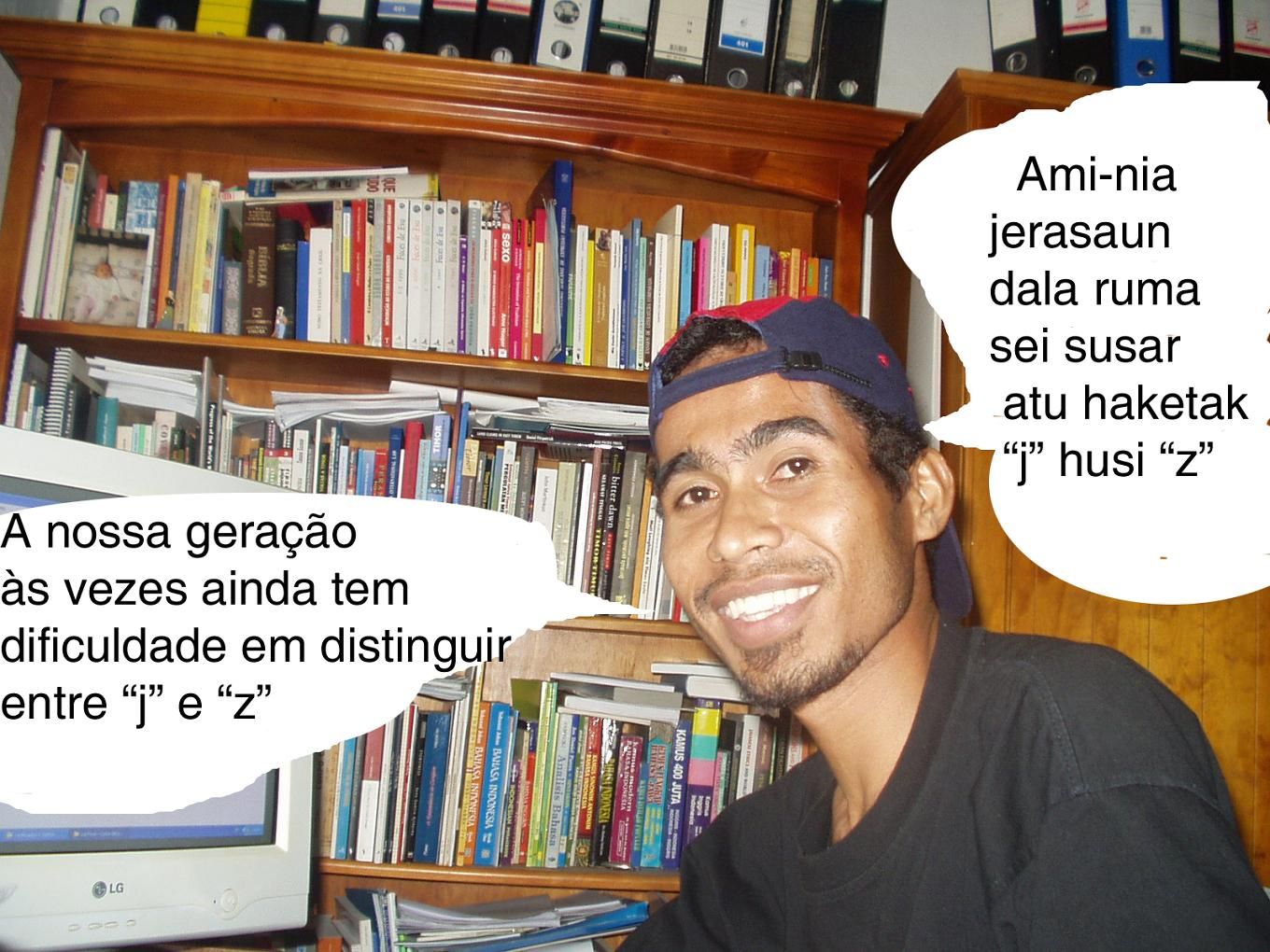
Bilinguisme portugais-tétoum

Depuis son indépendance en 2002, le Timor oriental possède deux langues officielles : le tétoum et le portugais. Il fait partie de la Communauté des pays de langue portugaise.
Selon le recensement général de la population et de l'habitat du Timor oriental effectué en 2010, l'île de Timor dans sa partie appartenant au Timor oriental compte nativement environ dix-huit langues austronésiennes et cinq langues papoues, auxquelles s'ajoutent quelques langues natives sur l'île d'Atauro, la langue véhiculaire du pays qu'est le tétoum des villes, ainsi que quelques langues non natives telles que le portugais, l'indonésien et le chinois. L'anglais servant de langue des affaires.
Les langues de Timor appartiennent à 2 familles distinctes :
- Le sous-groupe dit « central » du groupe « central-oriental » de la branche malayo-polynésienne des langues austronésiennes,
- La famille dite des « langues Trans-Nouvelle-Guinée » des langues papoues.

La lingua franca et langue nationale du Timor oriental est le tétoum, une langue austronésienne avec des influences portugaises. Le tétoum et le portugais ont le statut de langue officielle. L'anglais et l'indonésien ont le statut constitutionnel de « langues de travail ». Depuis l'indépendance du Timor oriental par rapport à l'Indonésie en 2002, la langue indonésienne est en retrait, profitant aux nouvelles langues officielles que sont le tétoum et le portugais (ainsi qu'à l'anglais). La langue de l'enseignement est principalement le portugais, celui-ci ayant remplacé l'indonésien depuis l'indépendance.
La constitution est-timoraise reconnaît par ailleurs officiellement d'autres langues, dont notamment :
- Le galoli, le habu, le kemak, le mambae, qui appartiennent au même sous-groupe « central » que le tétoum[5] ;
- le fataluku, le bunak, le makasai, qui appartiennent à la famille dite « trans-Nouvelle-Guinée » des langues papoues, parlées dans l'est du pays[6].

Le taux d'alphabétisation chez les personnes âgées de 15 ans et plus en 2015 y est estimé par l'UNESCO à 68 %, dont 71 % chez les hommes et 63 % chez les femmes.

## Recensement de 2010

### Langues maternelles
Distribution des langues maternelles en 2010 :
- Tétoum-Dili/Prasa (36,6 %)
- Tétoum-Terik (6,0 %)
- Mambai (12,5 %)
- Makasai (9,7 %)
- Baikenu (5,9 %)
- Kemak (5,9 %)
- Bunak (5,3 %)
- Tokodede (3,7 %)
- Fataluku (3,6 %)
- Other languages (10,9 %)

Lors du recensement général de la population et de l'habitat du Timor oriental effectué en 2010, la question suivante portant sur les langues a été posée (le questionnaire était disponible en trois langues : tétoum, portugais et anglais) : "Quelle est votre langue maternelle ?", dont voici ci-dessous les résultats :
| Langue         | %     | Nombre    |
| -------------- | ----- | --------- |
| Tétoum Prasa   | 36,6  | 385 269   |
| Mambai         | 12,5  | 131 361   |
| Makasai        | 9,7   | 101 854   |
| Tétoum Terik   | 6,0   | 63 519    |
| Baikenu (en)   | 5,9   | 62 201    |
| Kemak (en)     | 5,9   | 61 969    |
| Bunak (en)     | 5,3   | 55 837    |
| Tokodede (en)  | 3,7   | 39 483    |
| Fataluku       | 3,6   | 37 779    |
| Waima’a (en)   | 1,8   | 18 467    |
| Naueti (en)    | 1,4   | 15 045    |
| Idaté (en)     | 1,3   | 13 512    |
| Galoli         | 1,2   | 13 066    |
| Midiki (en)    | 0,9   | 9 586     |
| Makalero (en)  | 0,7   | 7 802     |
| Kairui (en)    | 0,6   | 5 993     |
| Sa'ane         | 0,5   | 4 763     |
| Bekais (en)    | 0,4   | 3 887     |
| Lakalei (en)   | 0,3   | 3 250     |
| Dadu’a (en)    | 0,3   | 3 146     |
| Indonésien     | 0,3   | 3 045     |
| Habun          | 0,3   | 2 741     |
| Raklungu       | 0,2   | 2 220     |
| Resuk          | 0,2   | 1 691     |
| Lolein (en)    | 0,1   | 1 130     |
| Rahesuk        | 0,1   | 1 015     |
| Anglais        | 0,1   | 773       |
| Chinois        | 0,1   | 722       |
| Isní (en)      | 0,1   | 703       |
| Portugais      | 0,1   | 595       |
| Nanaek         | 0,0   | 297       |
| Idalaka (en)   | 0,0   | 259       |
| Adabe (en)     | 0,0   | 181       |
| Atauran (en)   | 0,0   | 147       |
| Malais         | 0,0   | 107       |
| Makuva (en)    | 0,0   | 56        |
| Kawaimina (en) | 0,0   | 5         |
| Autres         | 0,0   | 495       |
| Total          | 100,0 | 1 053 971 |

#### Répartition des langues

Recensement de 2010
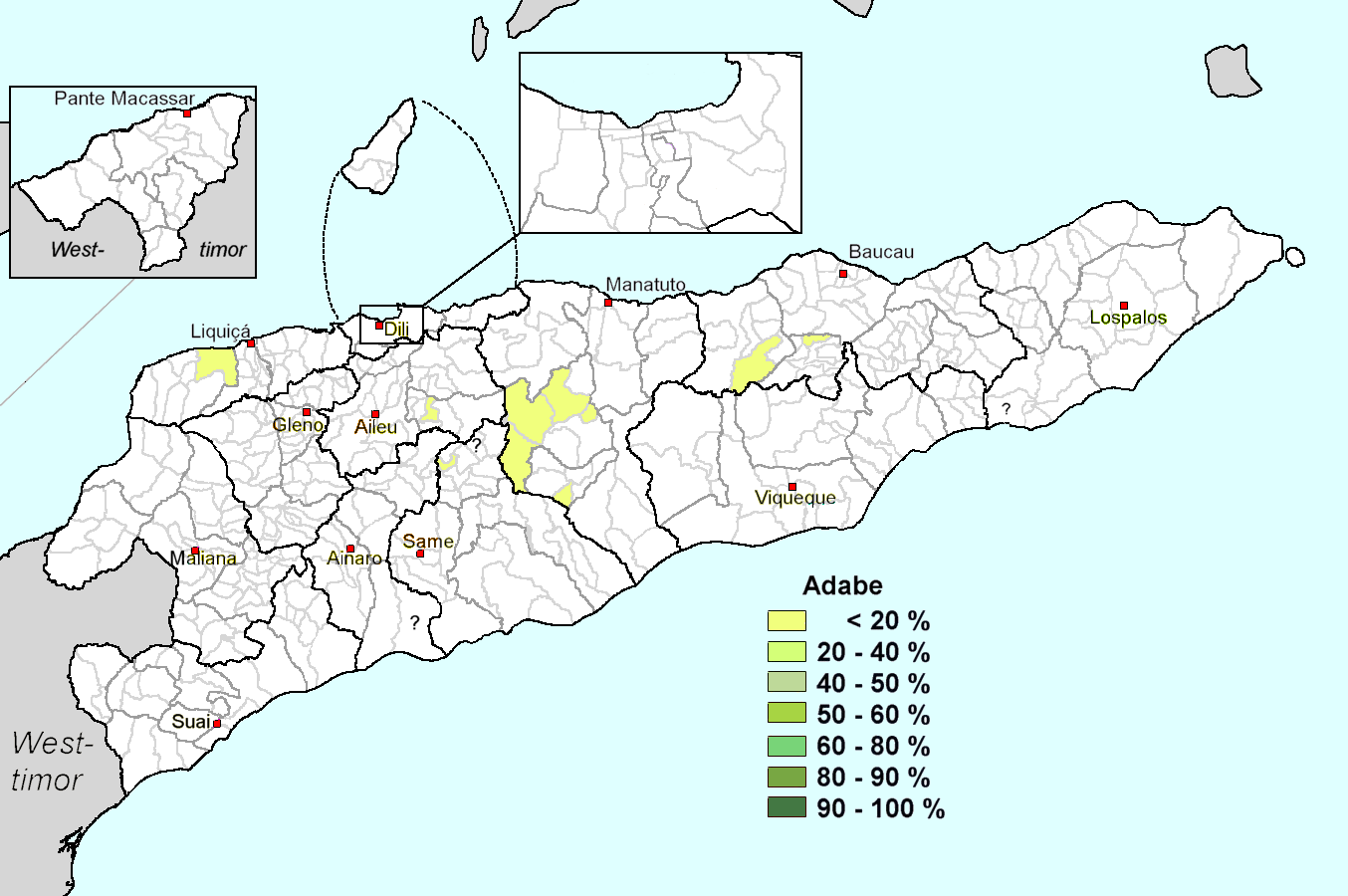
Adabe
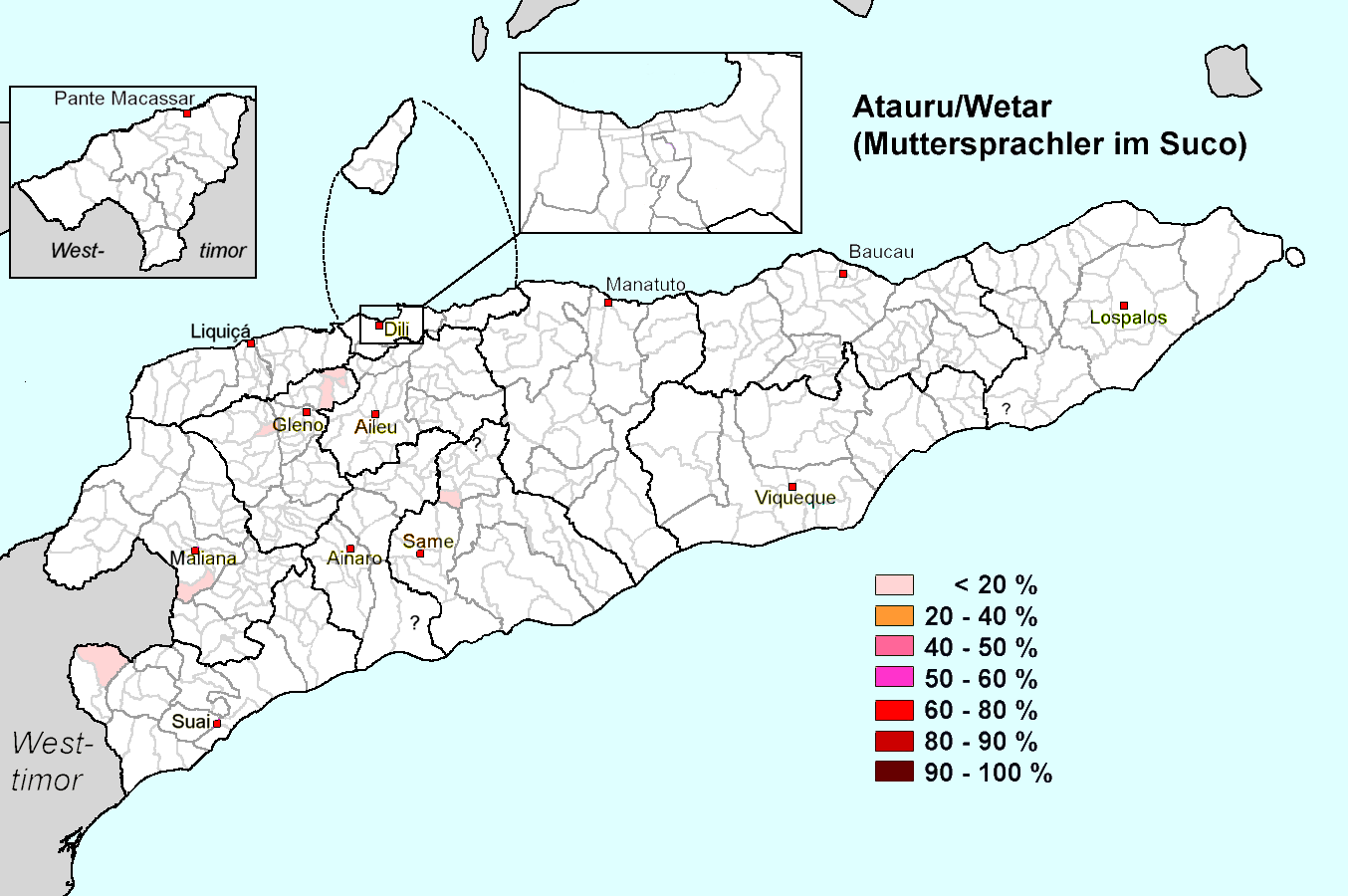
Atauru
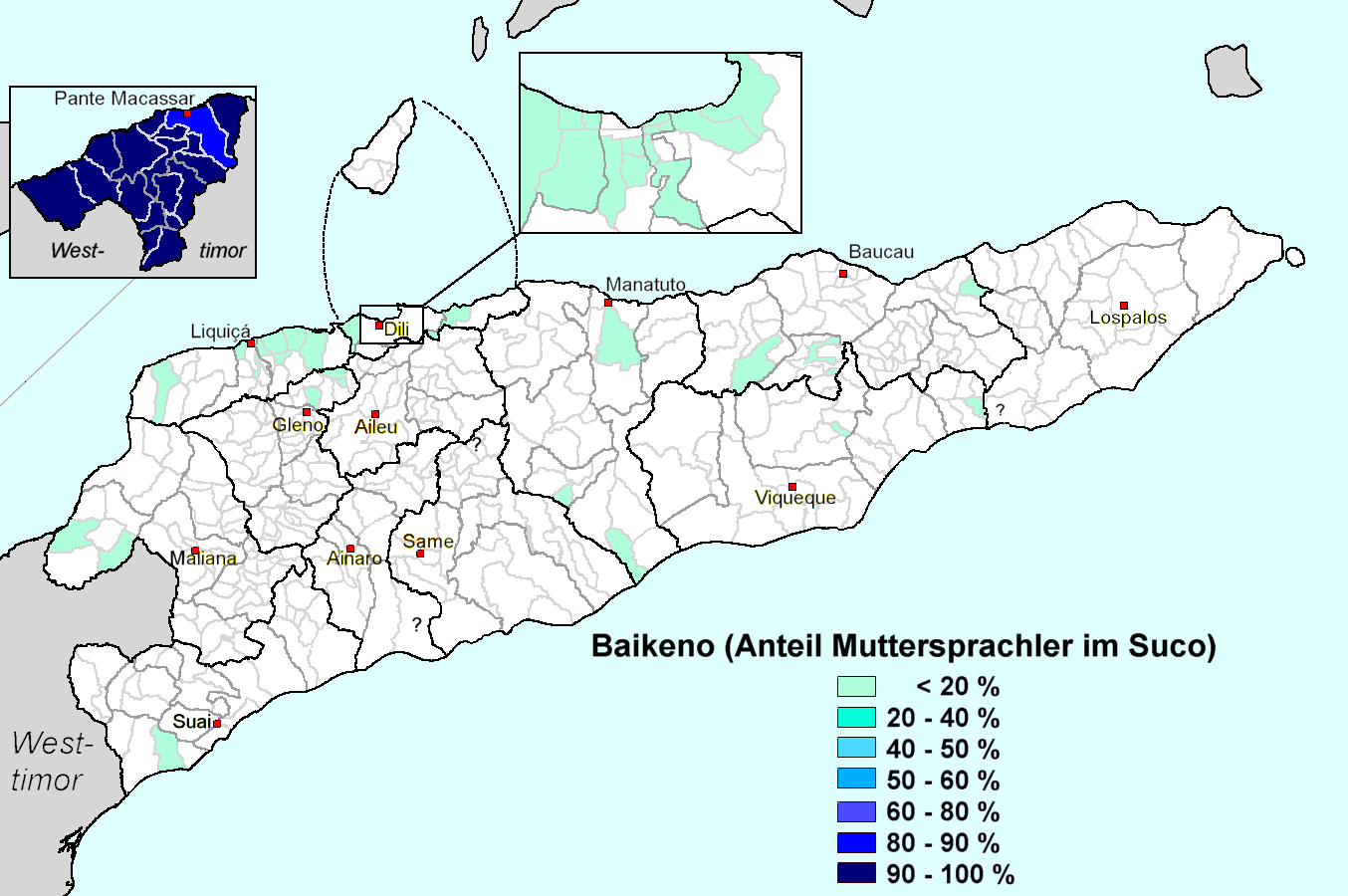
Baikeno
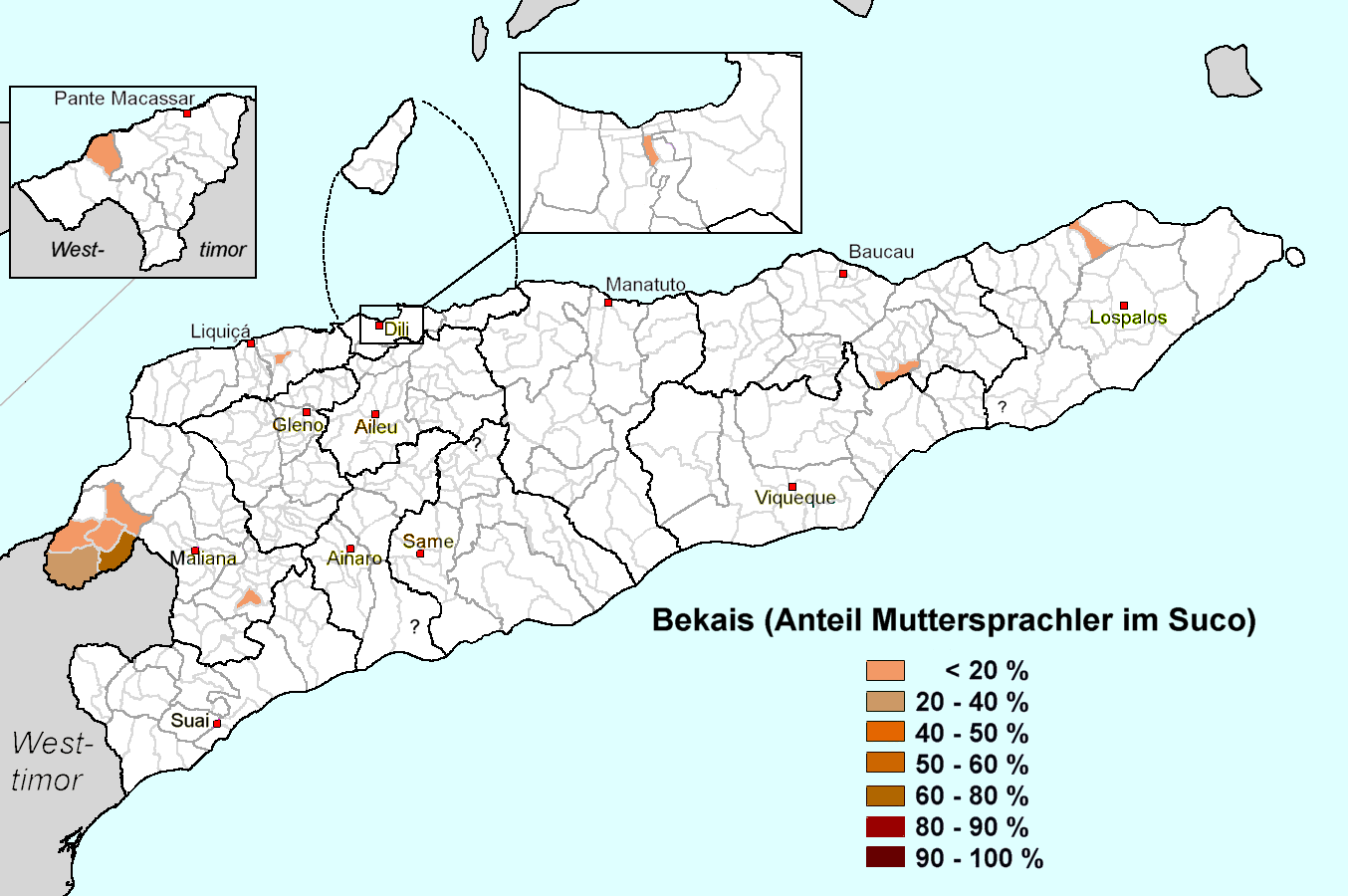
Bekais
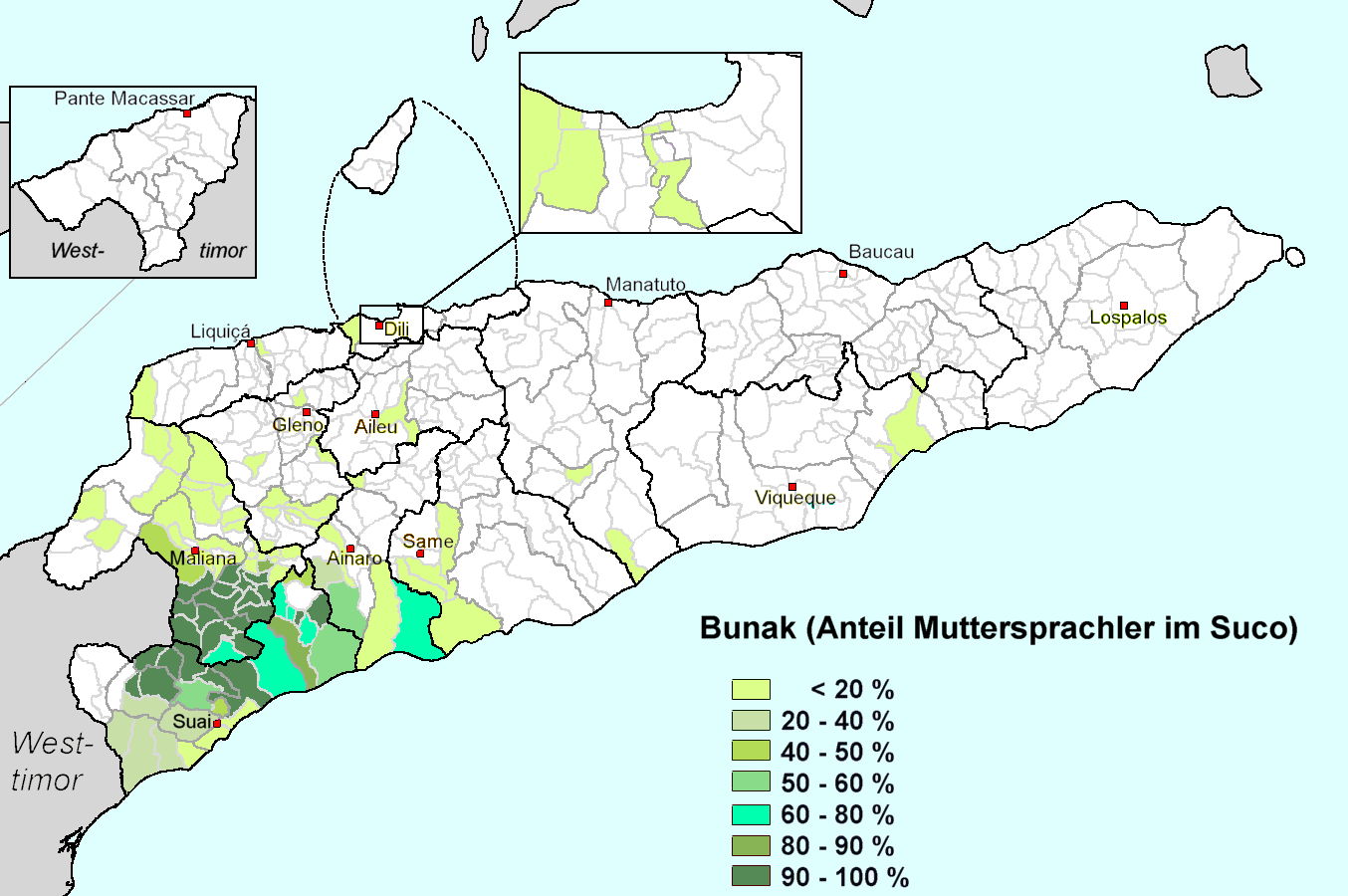
Bunak
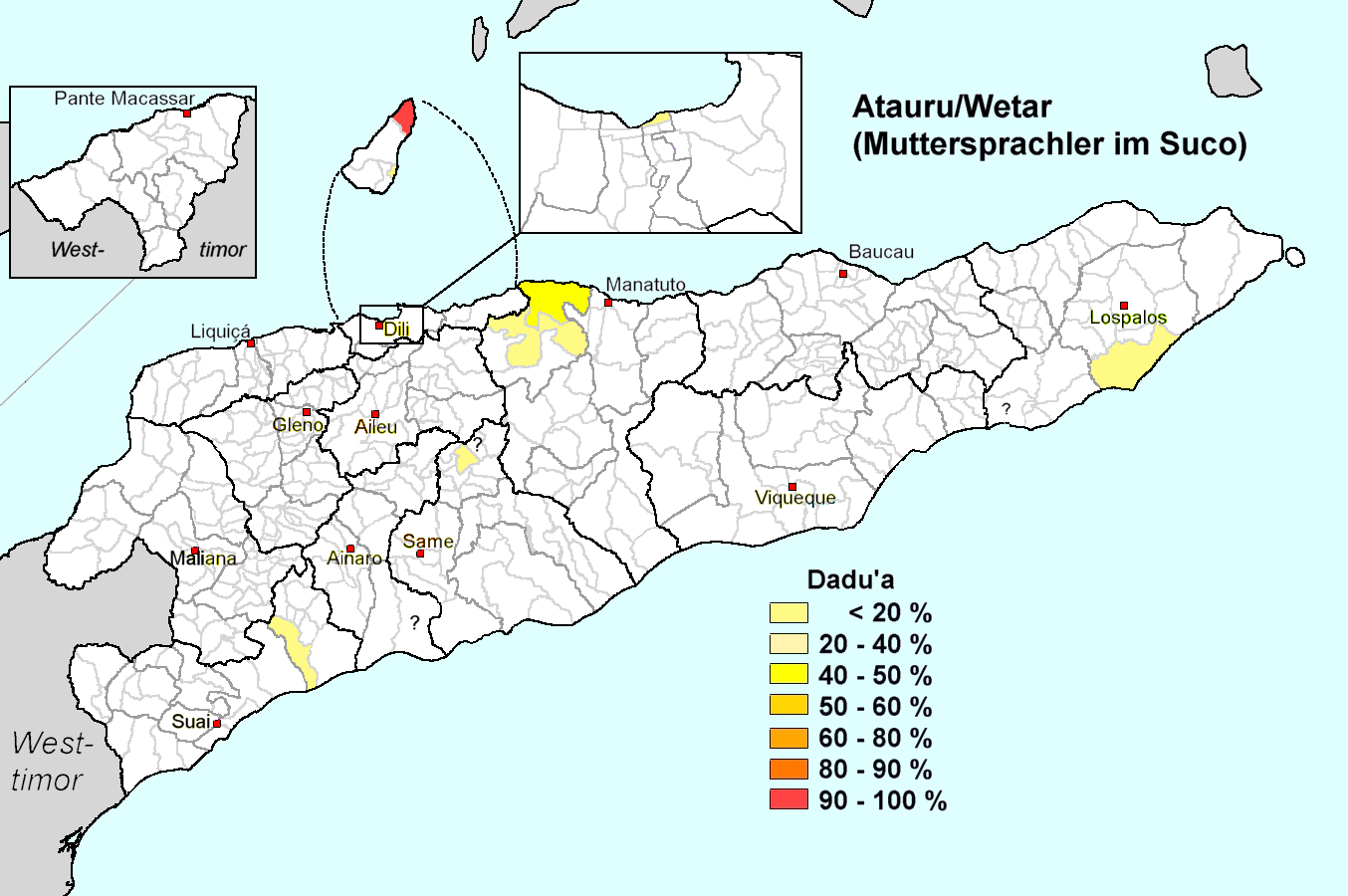
Dadu'a
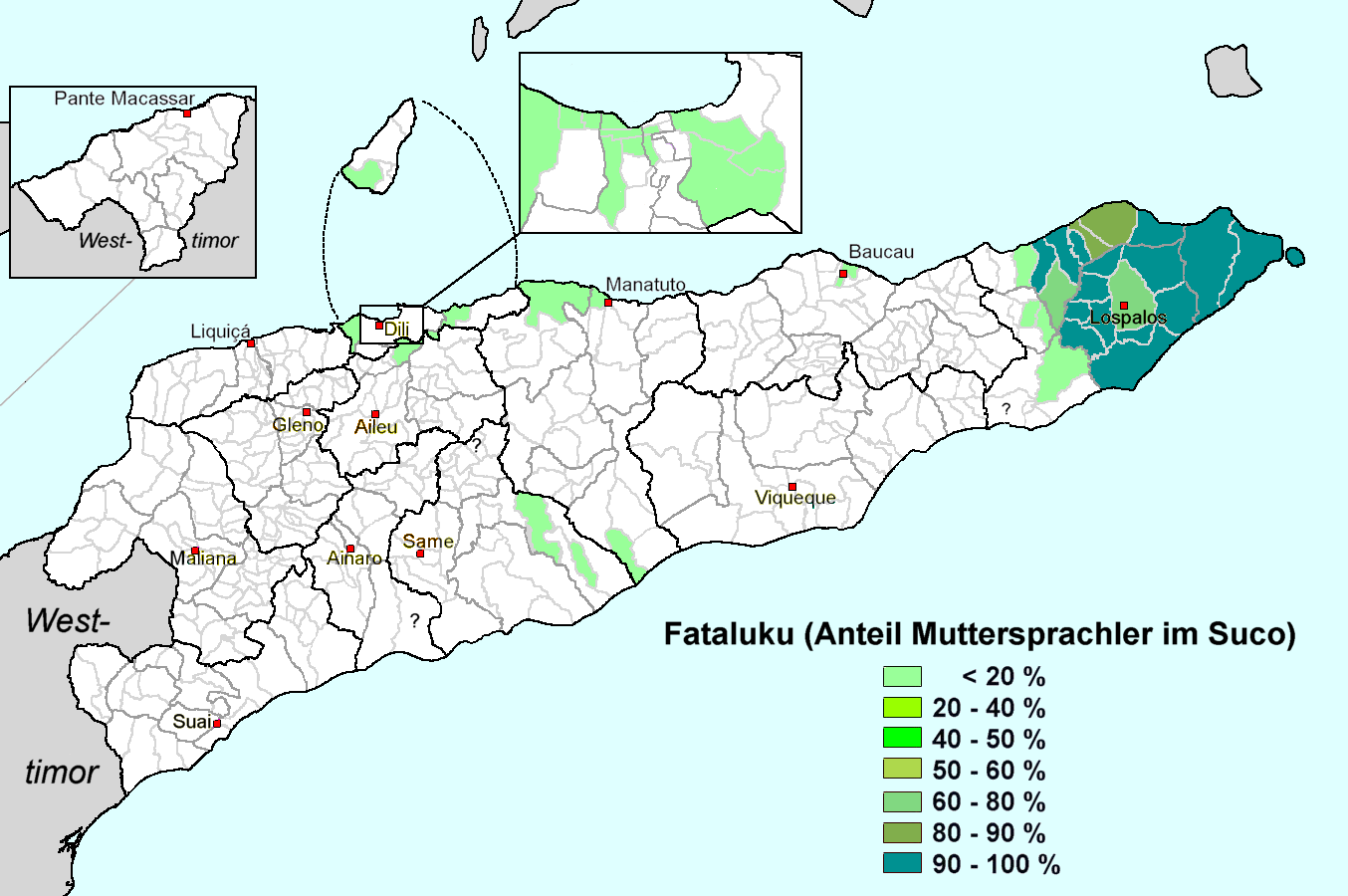
Fataluku
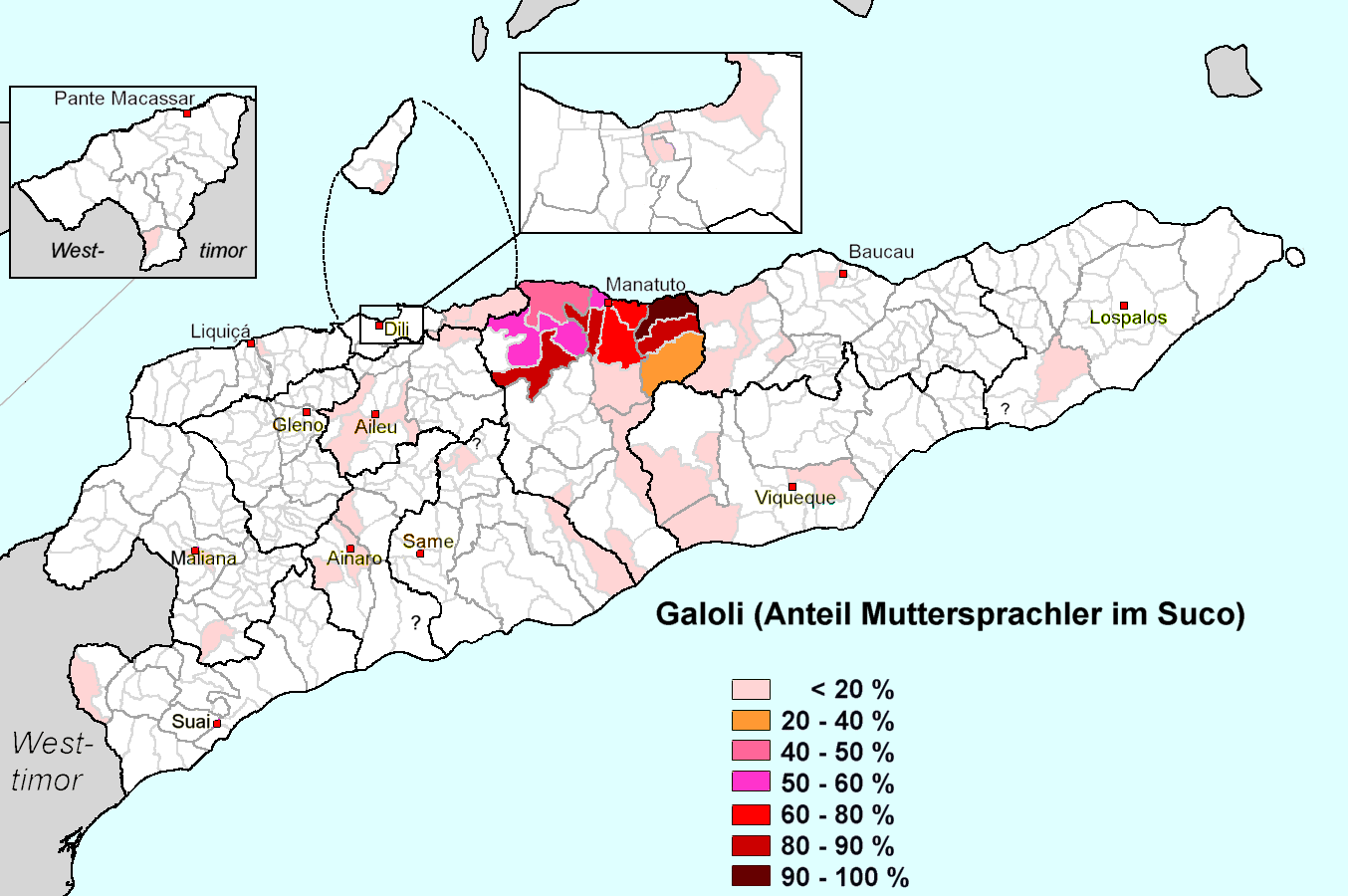
Galoli
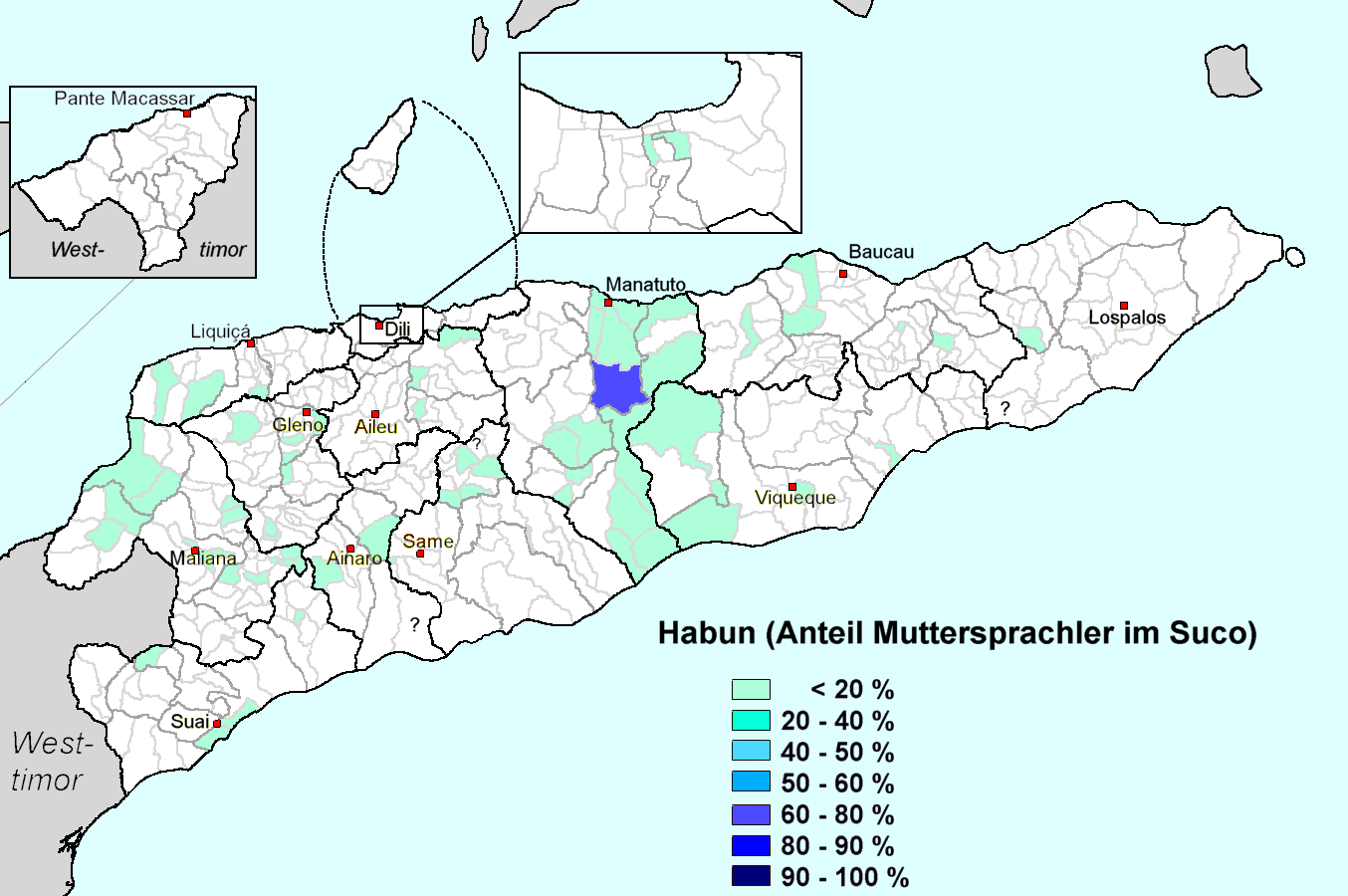
Habun
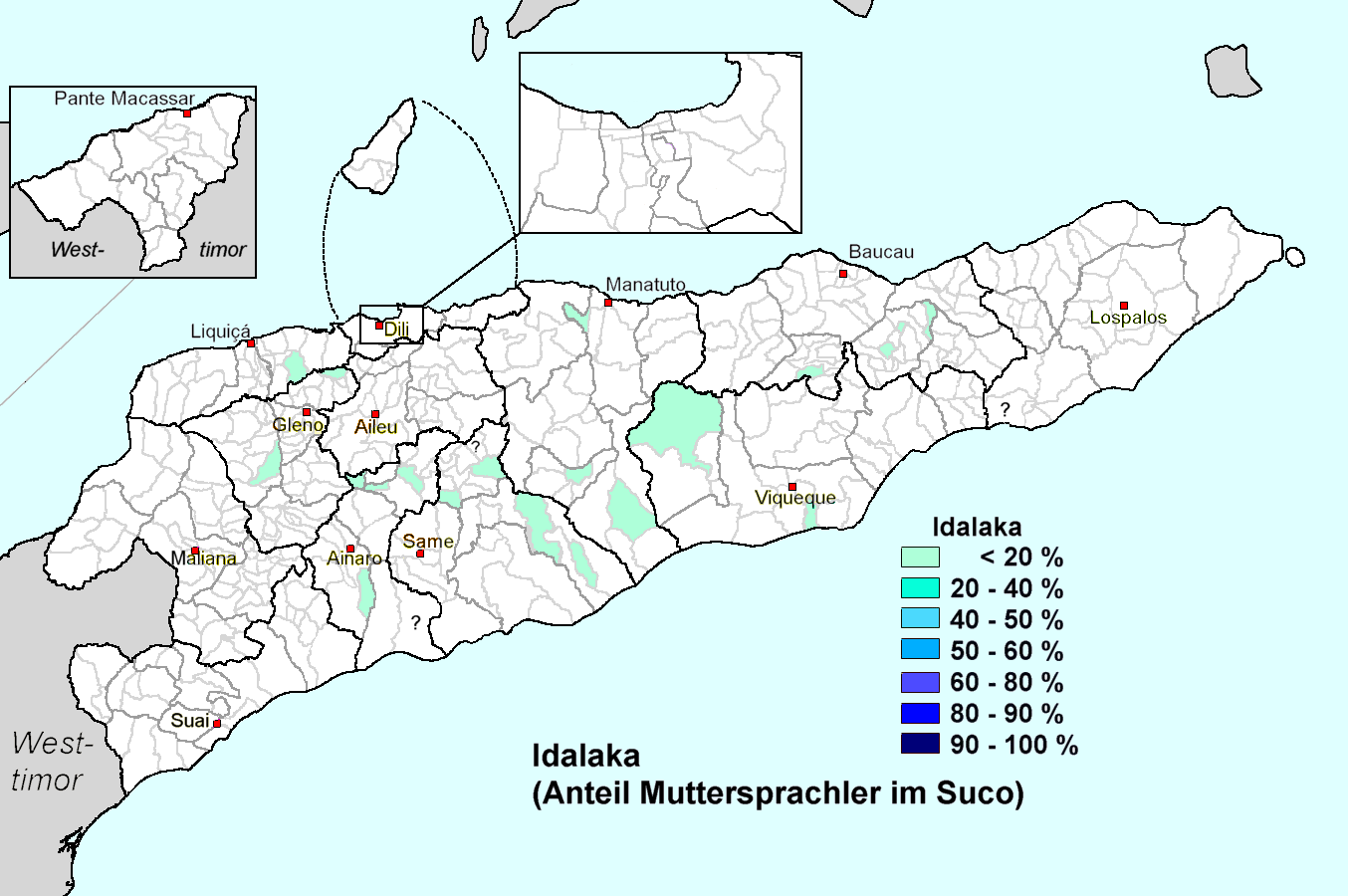
Idalaka
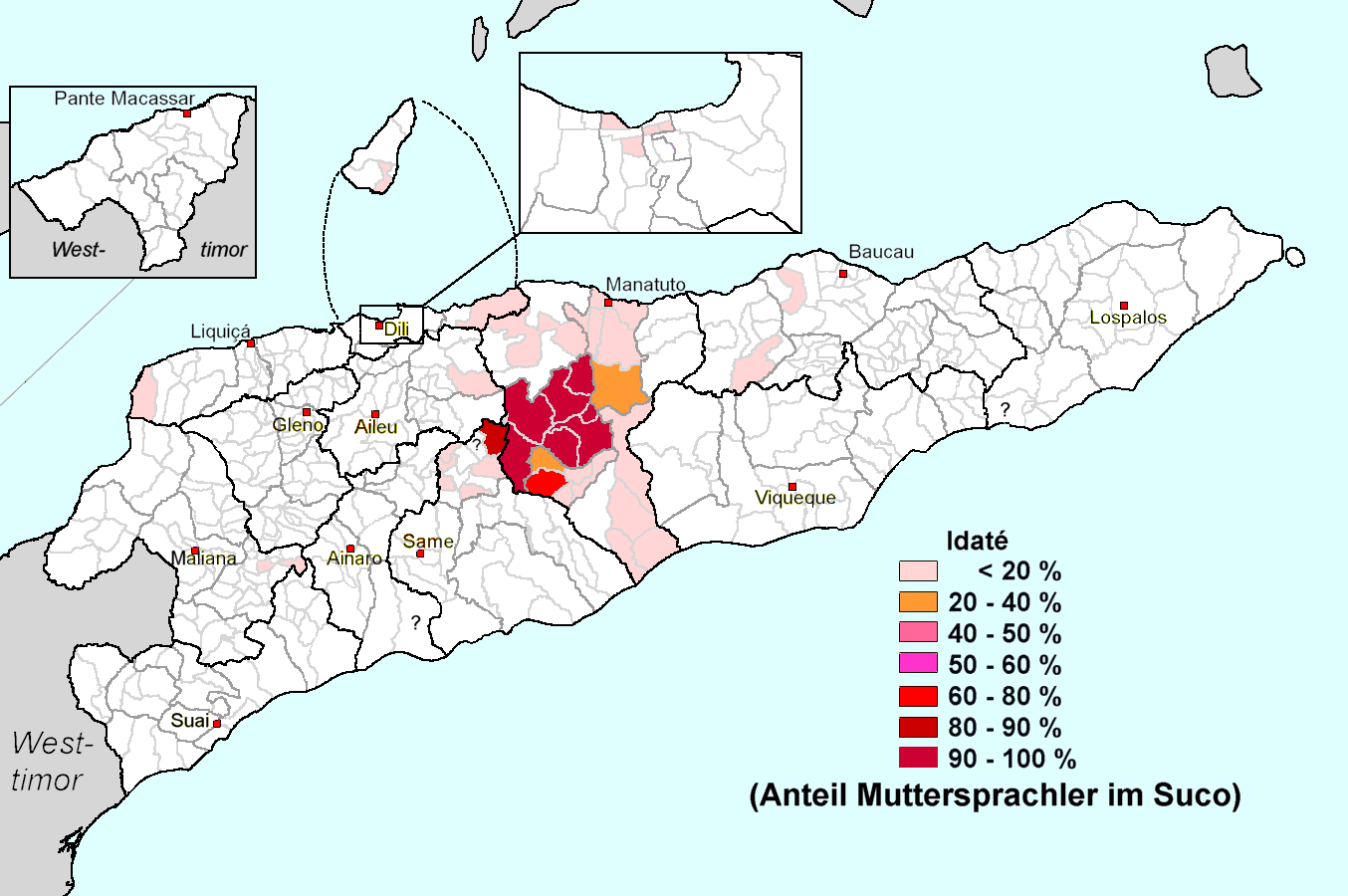
Idaté
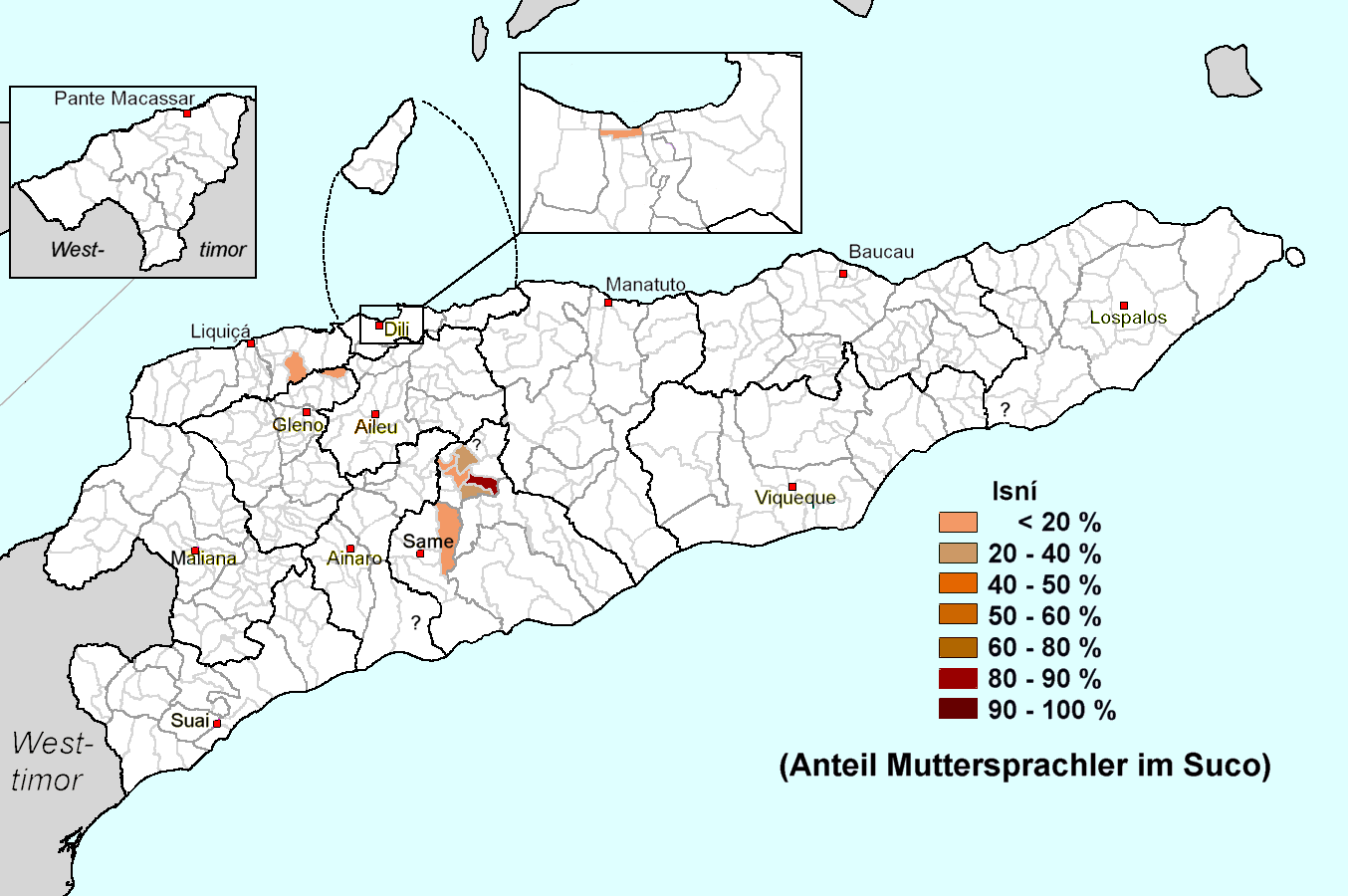
Isní
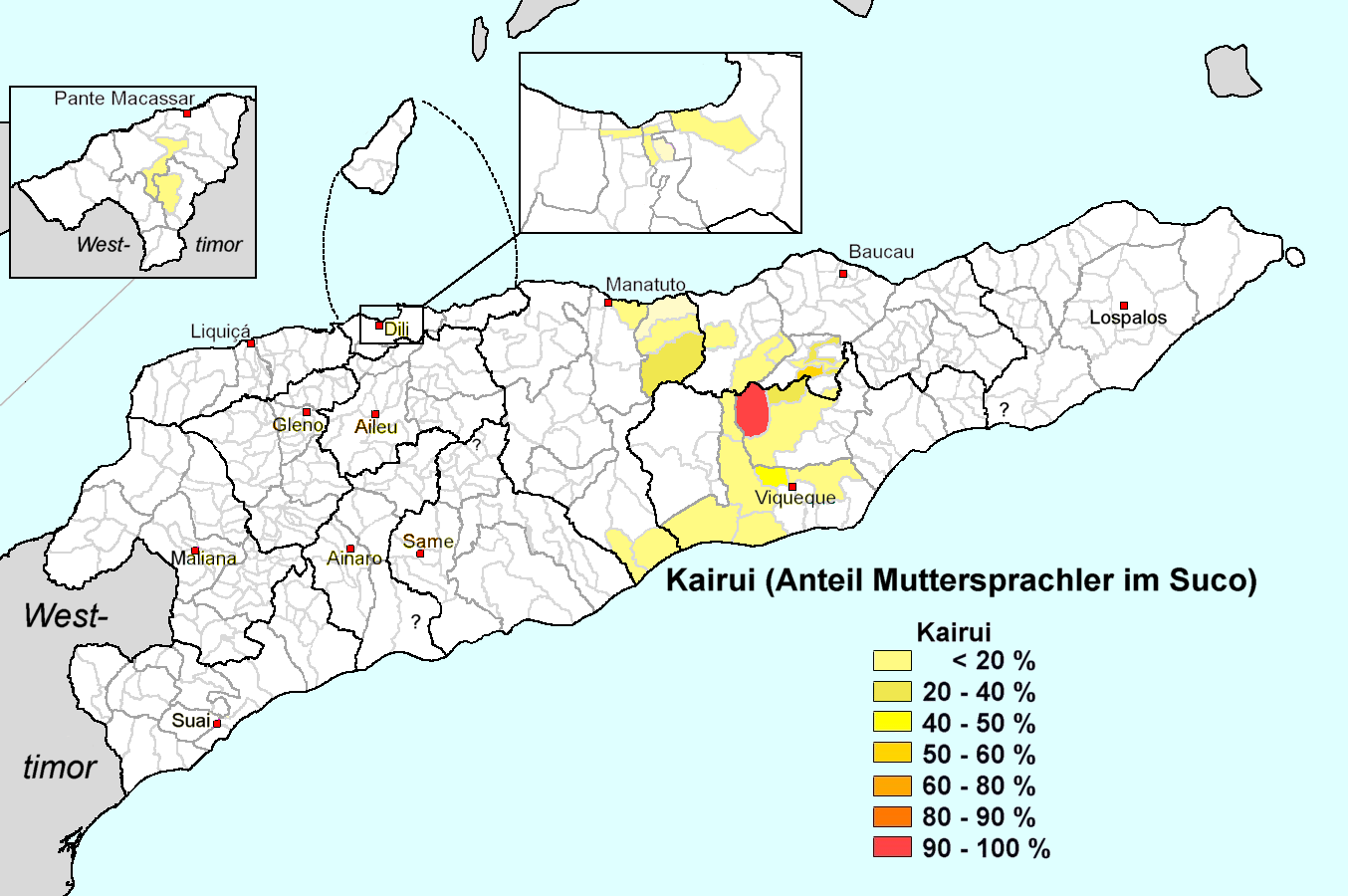
Kairui
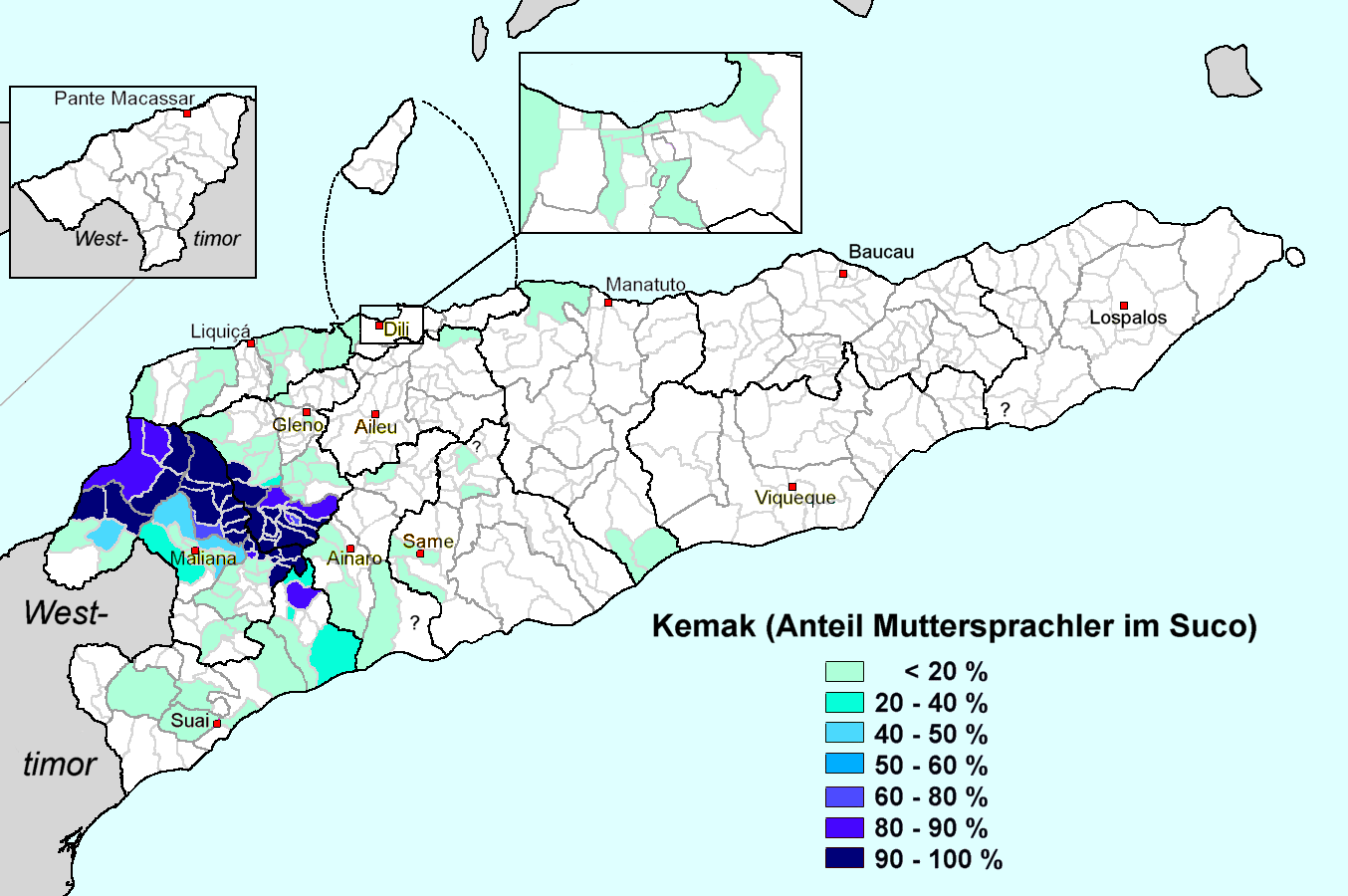
Kemak
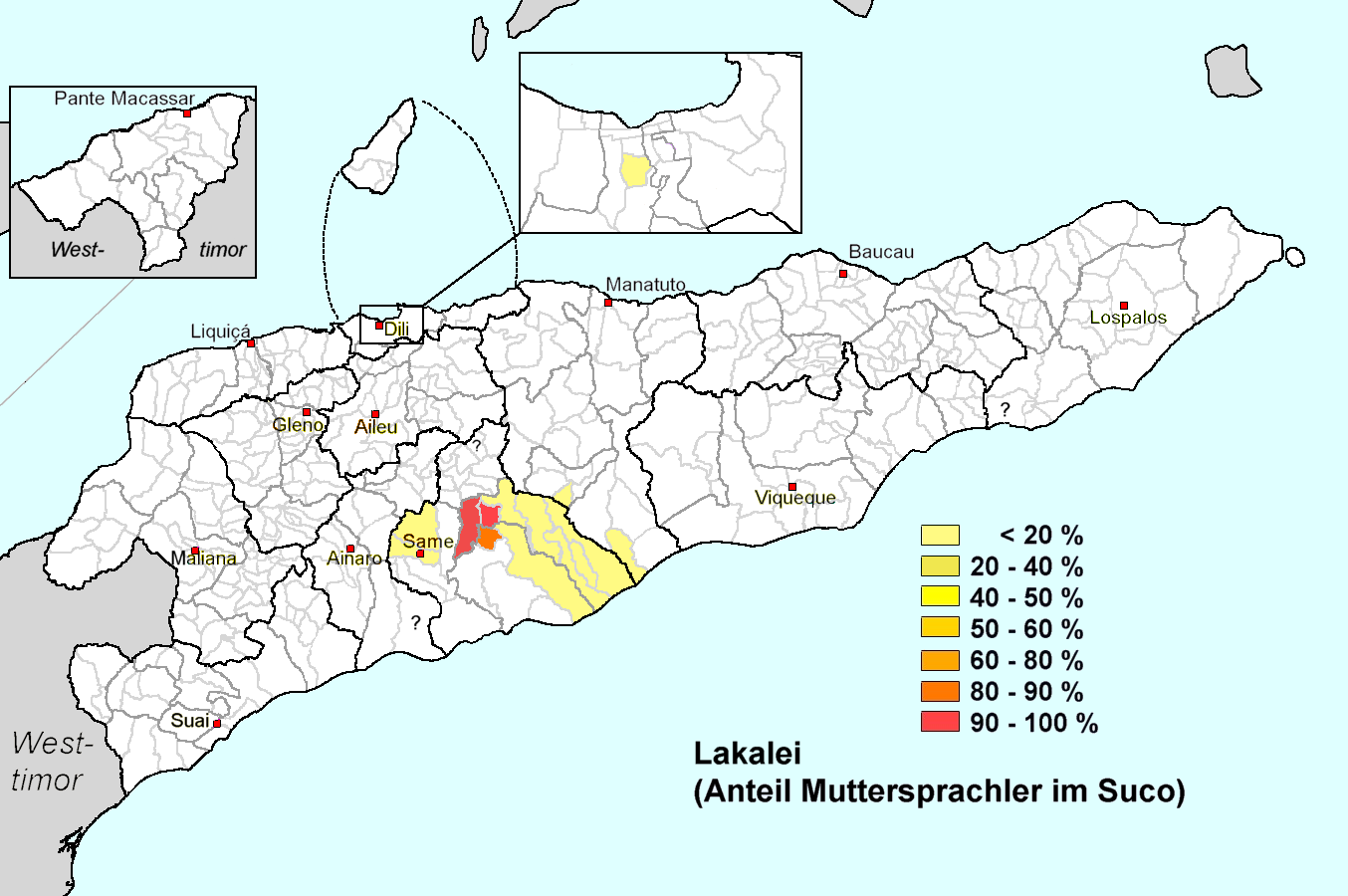
Lakalei
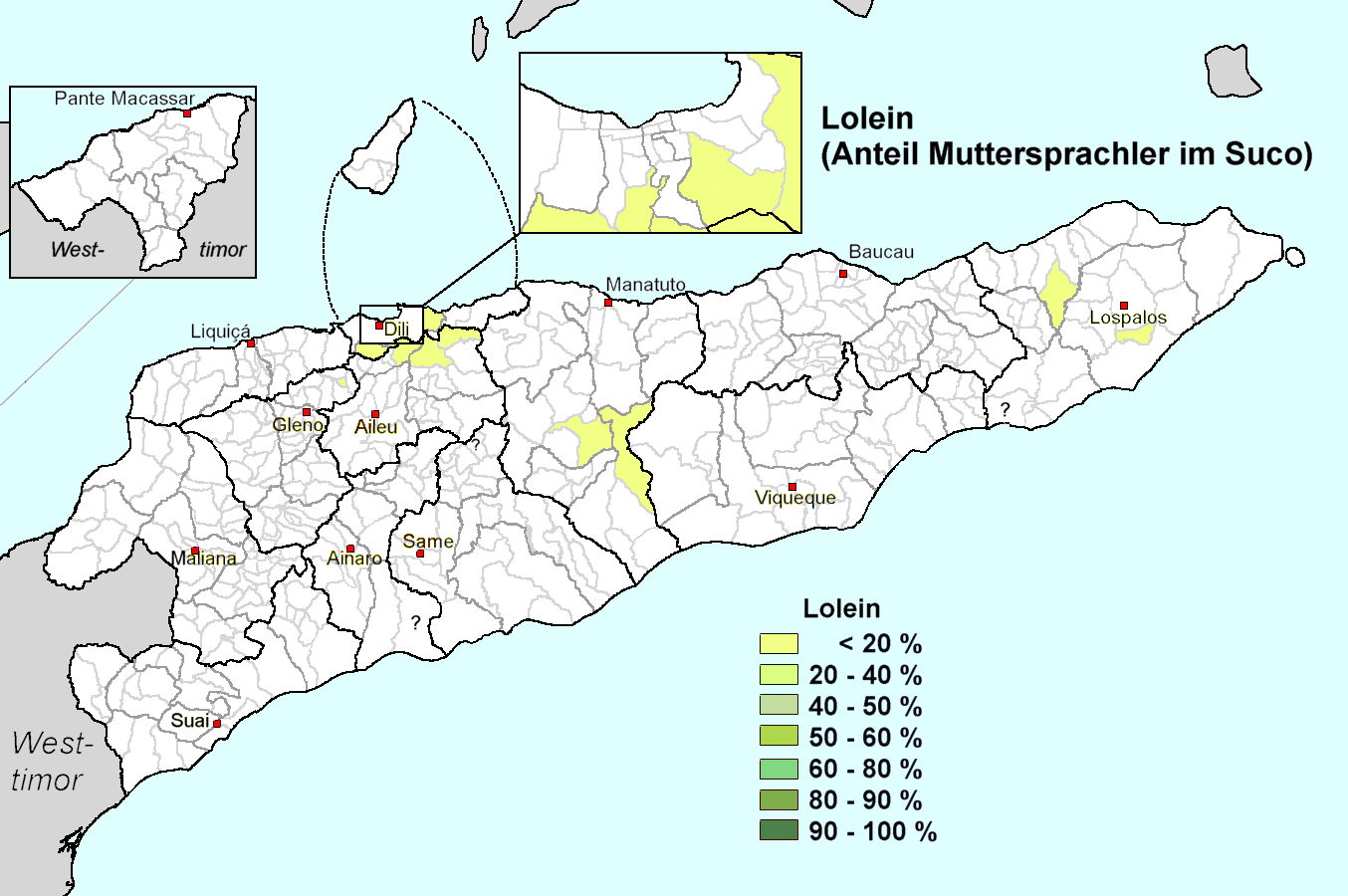
Lolein
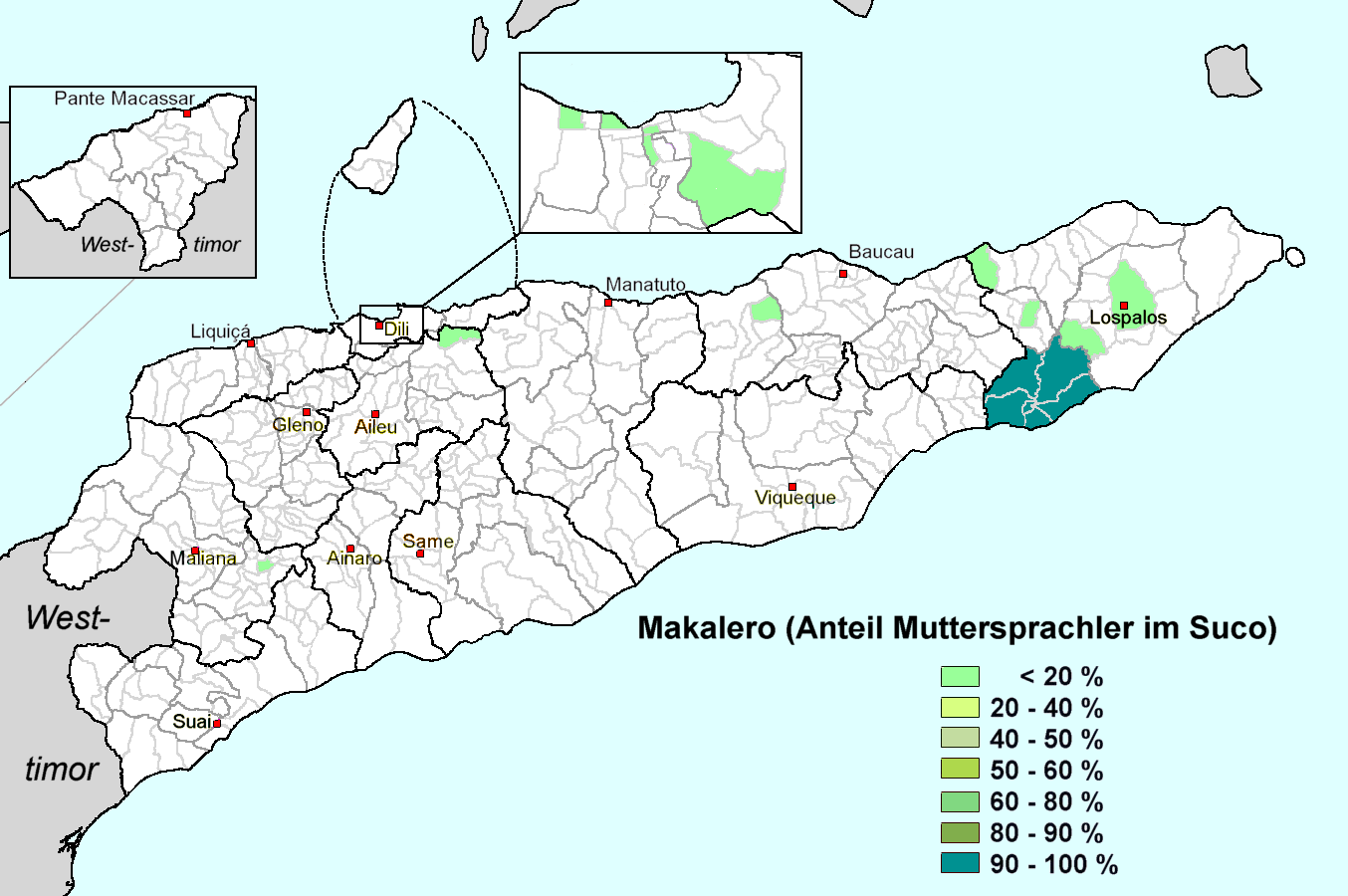
Makalero
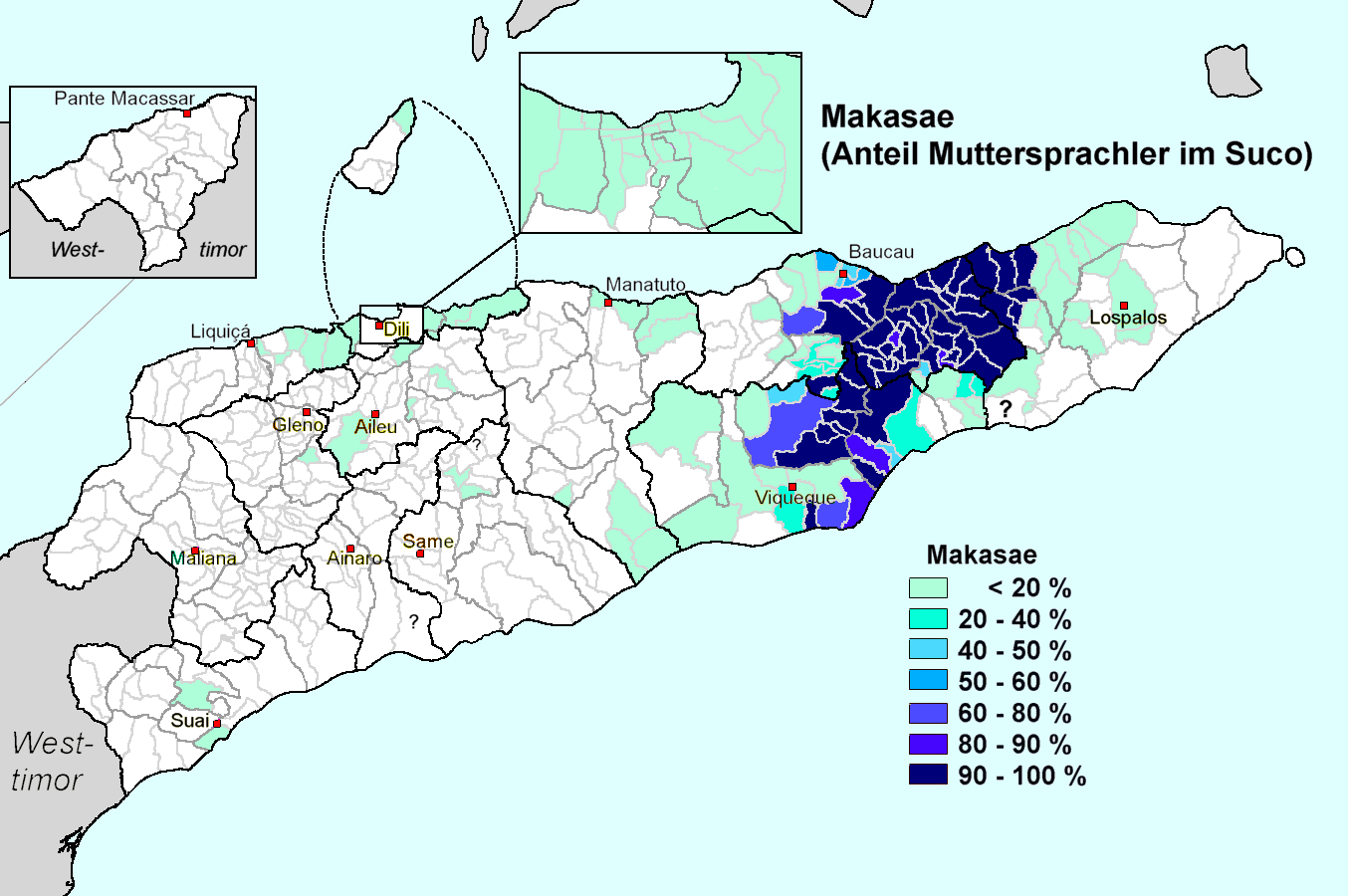
Makasae
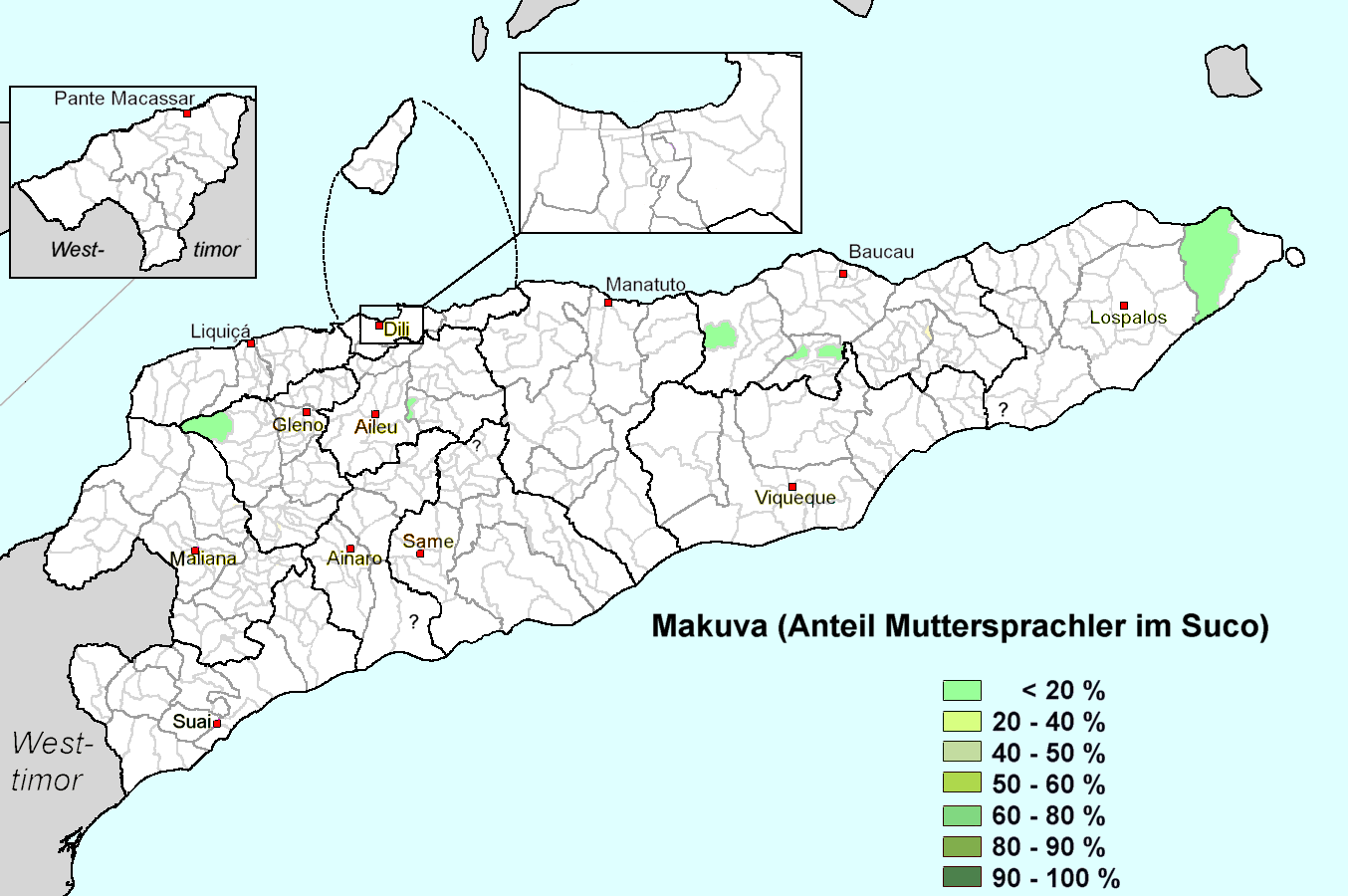
Makuva
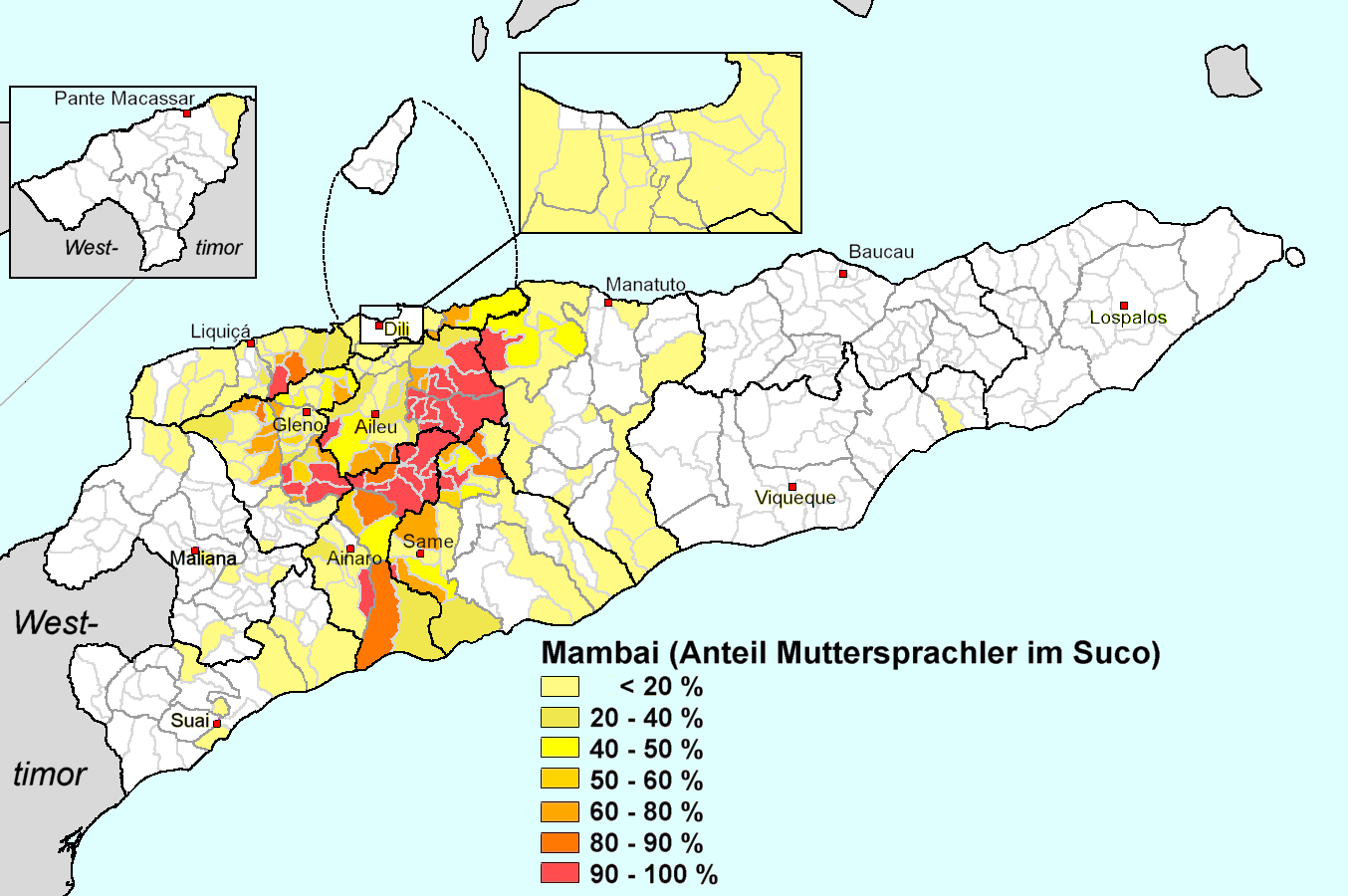
Mambai
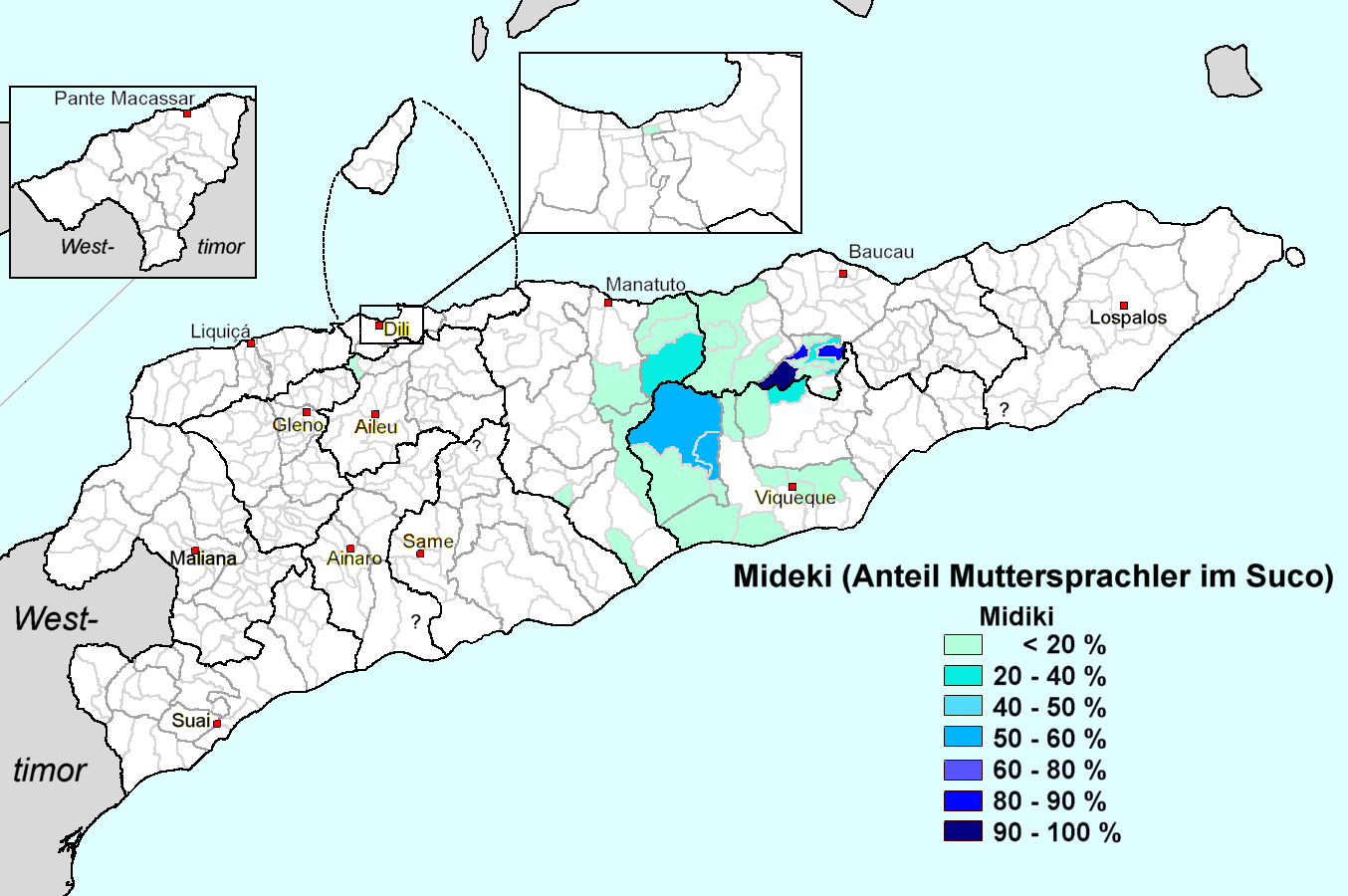
Midiki
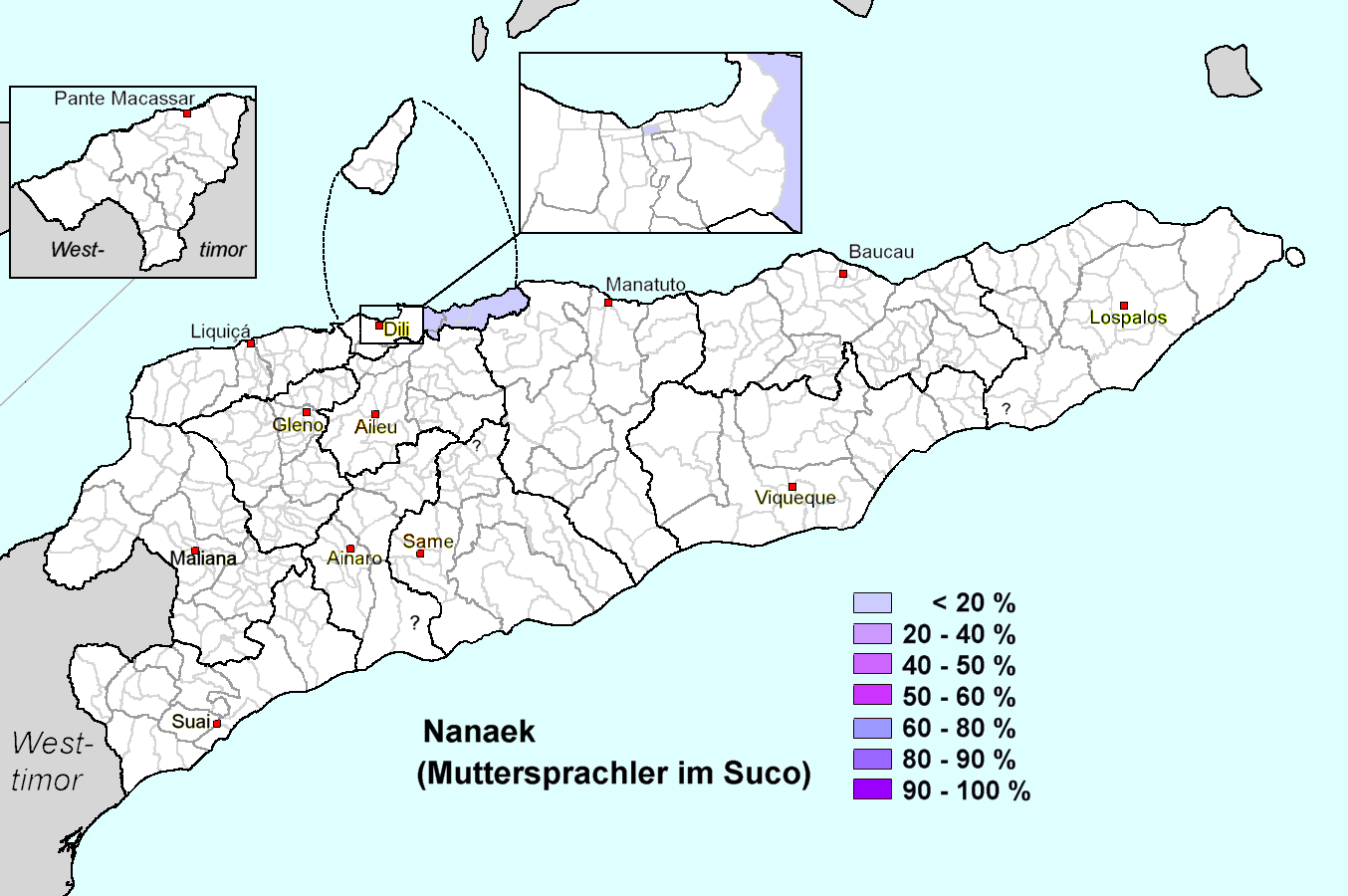
Nanaek
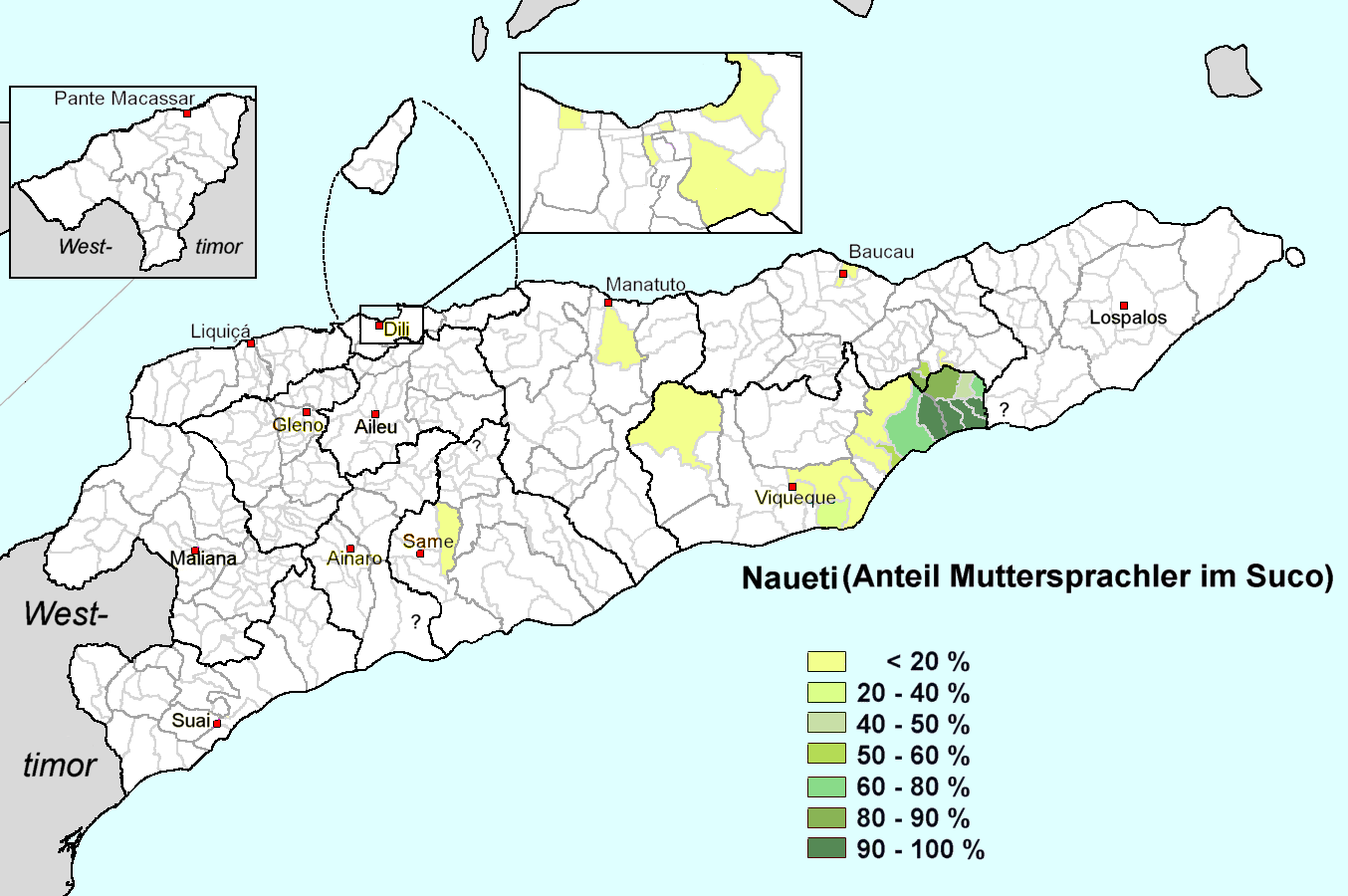
Naueti
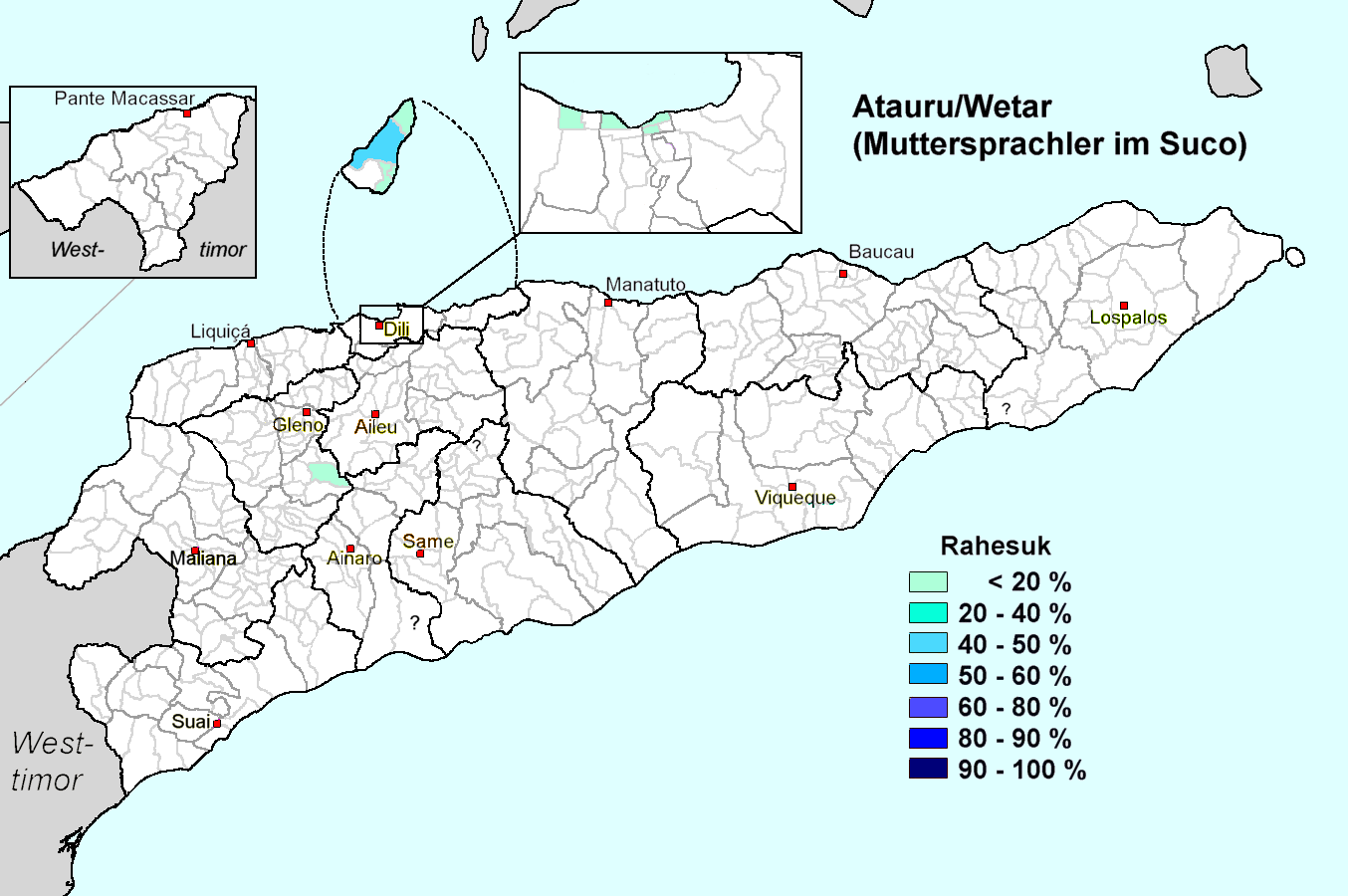
Rahesuk
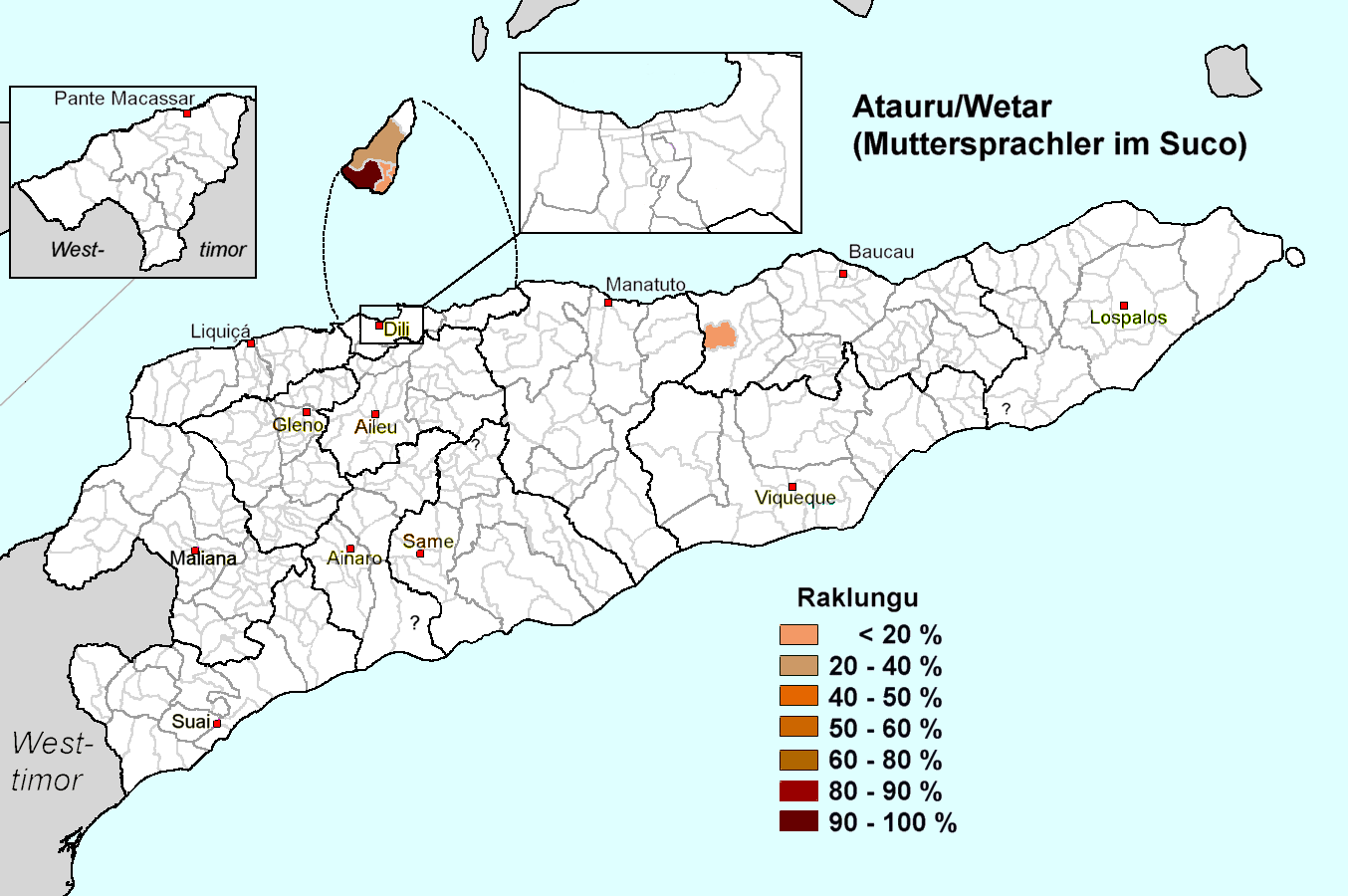
Raklungu
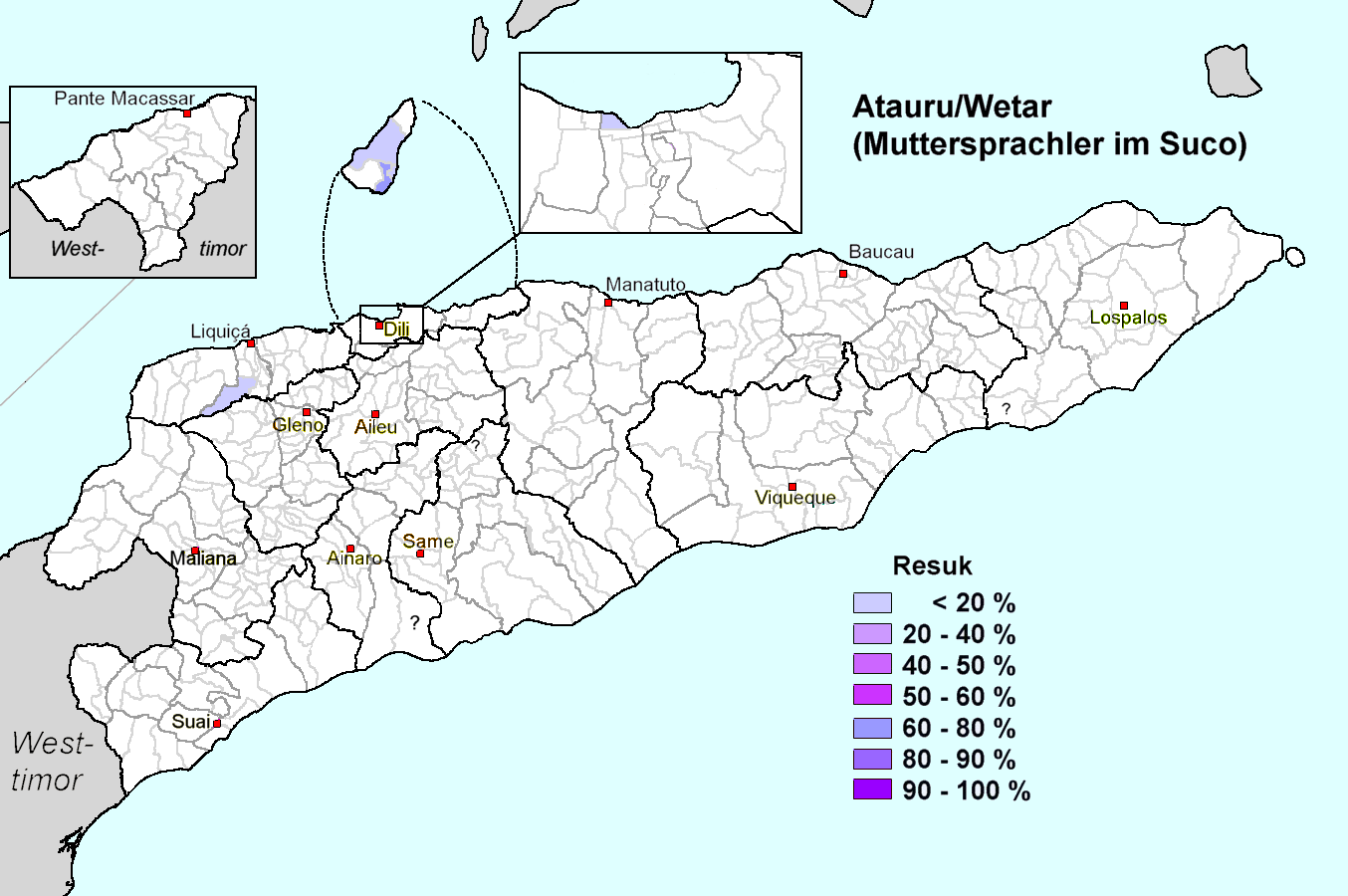
Resuk
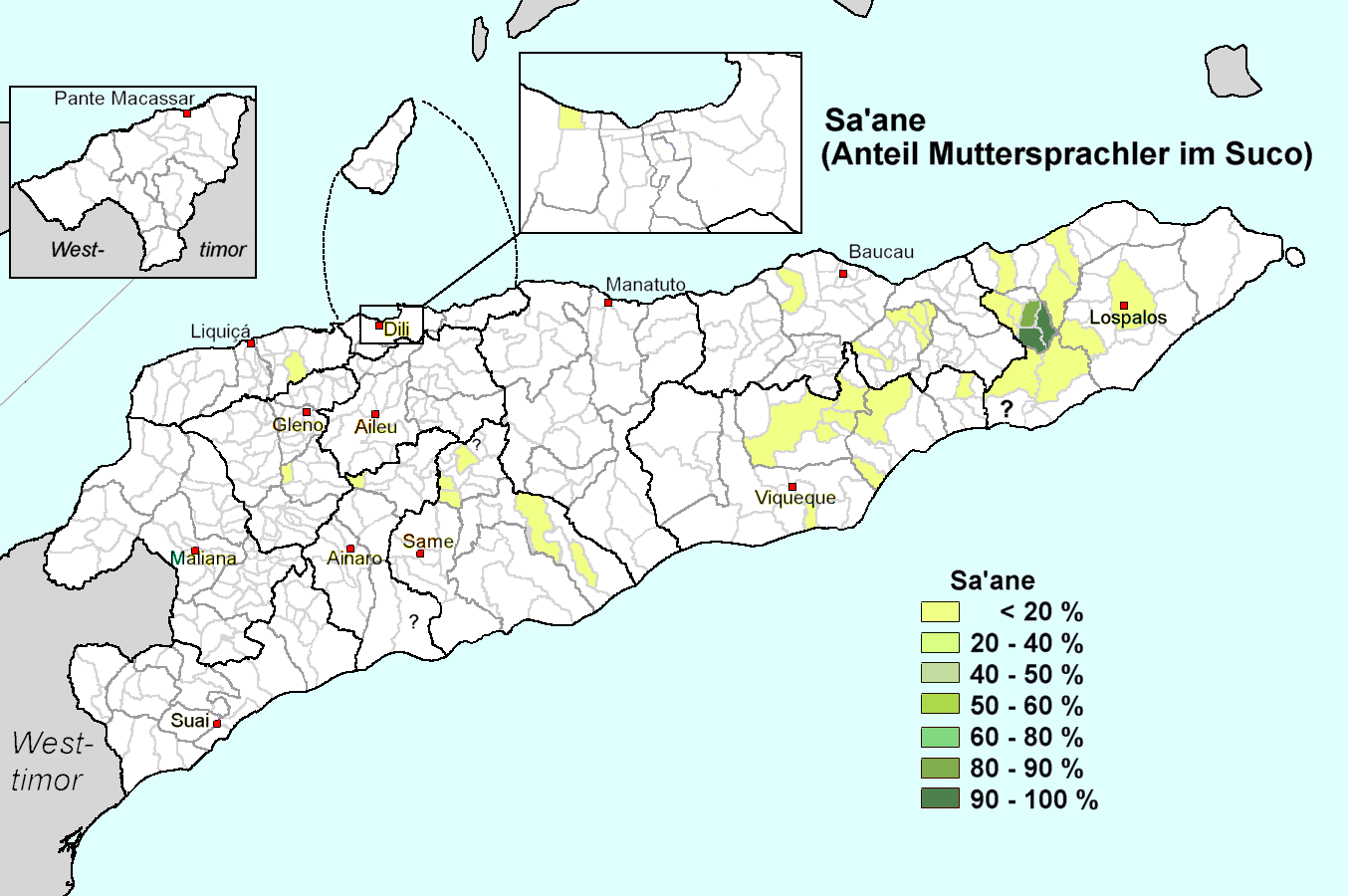
Sa'ane
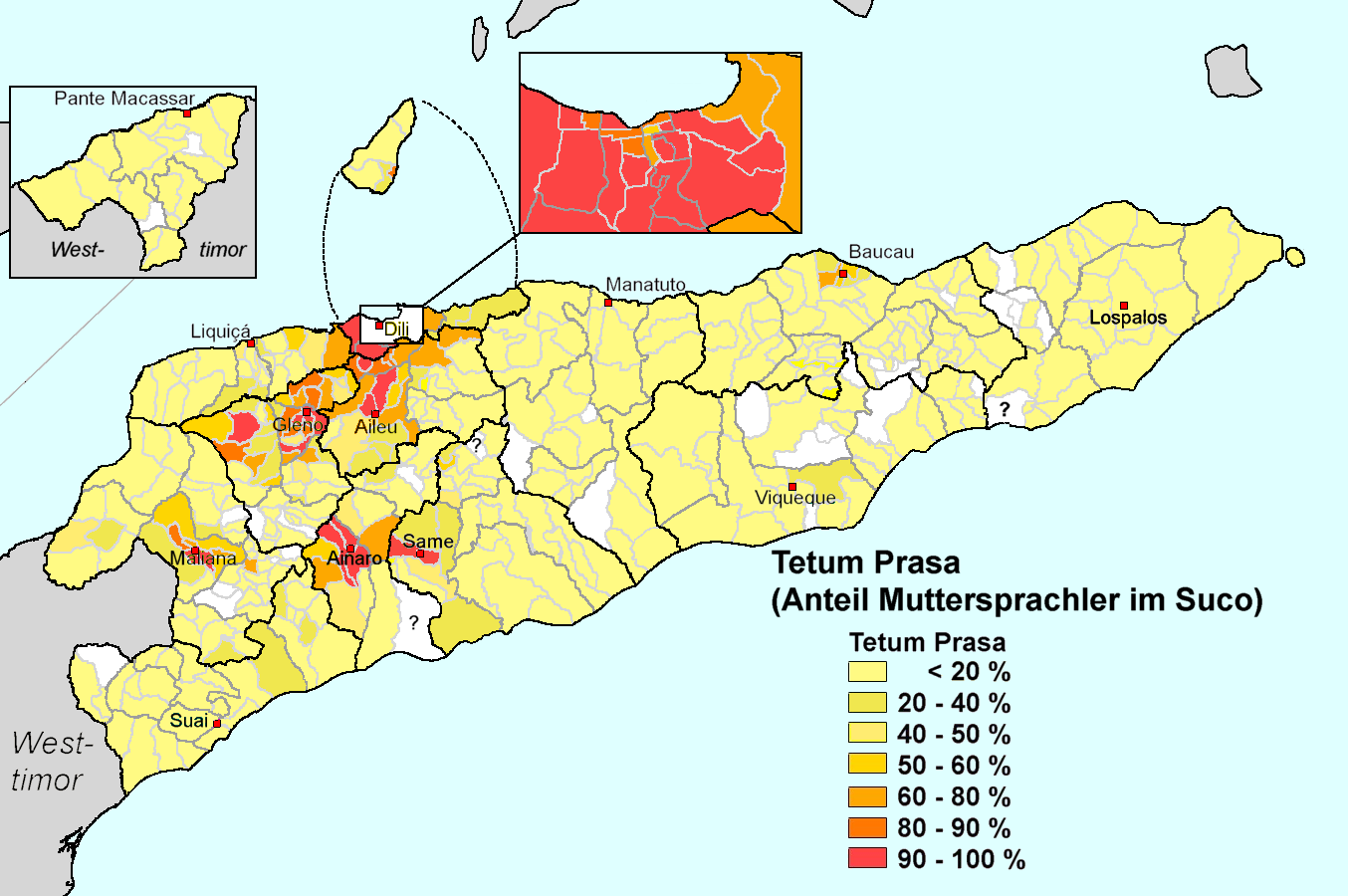
Tetum Prasa
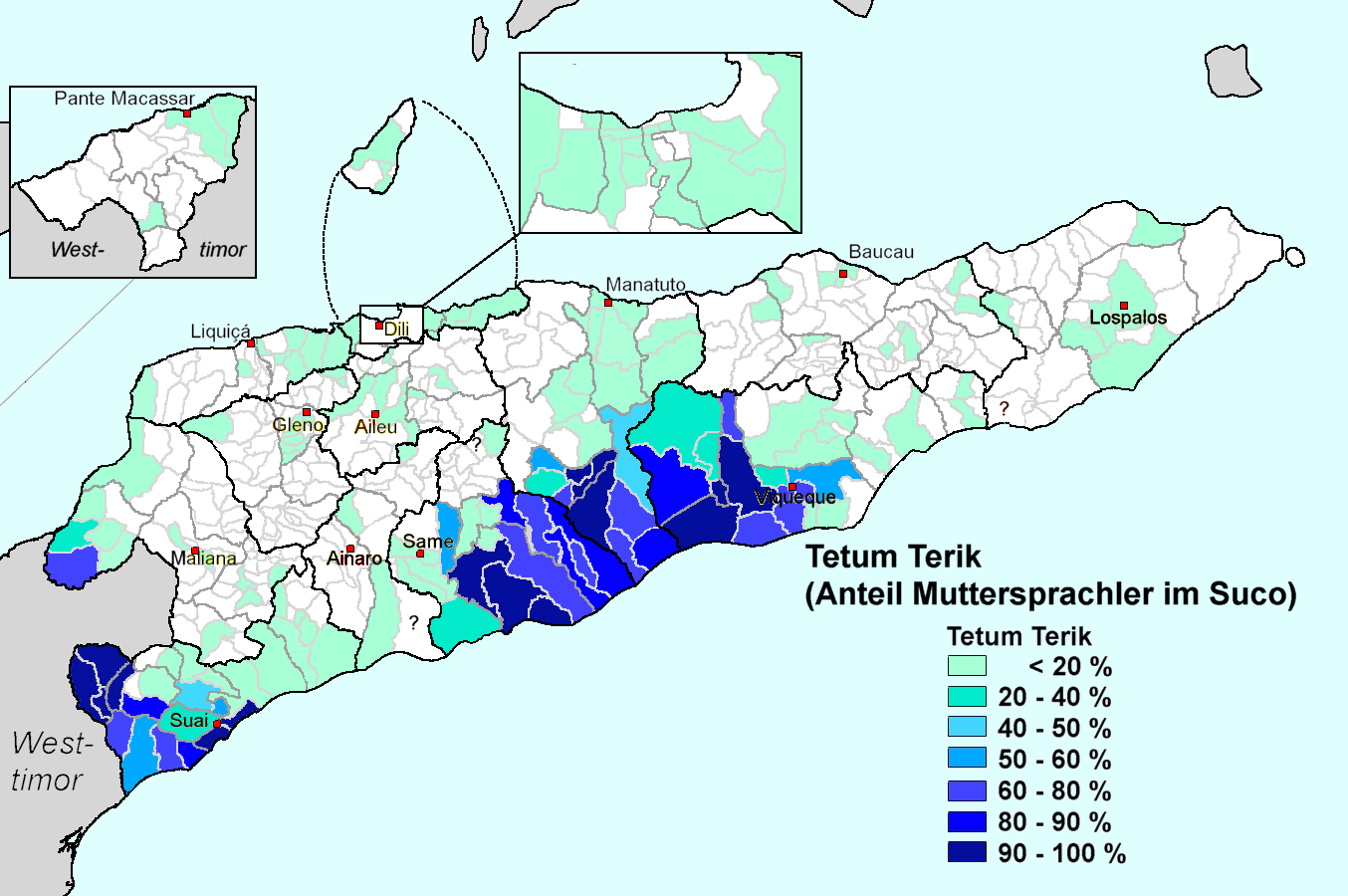
Tetum Terik
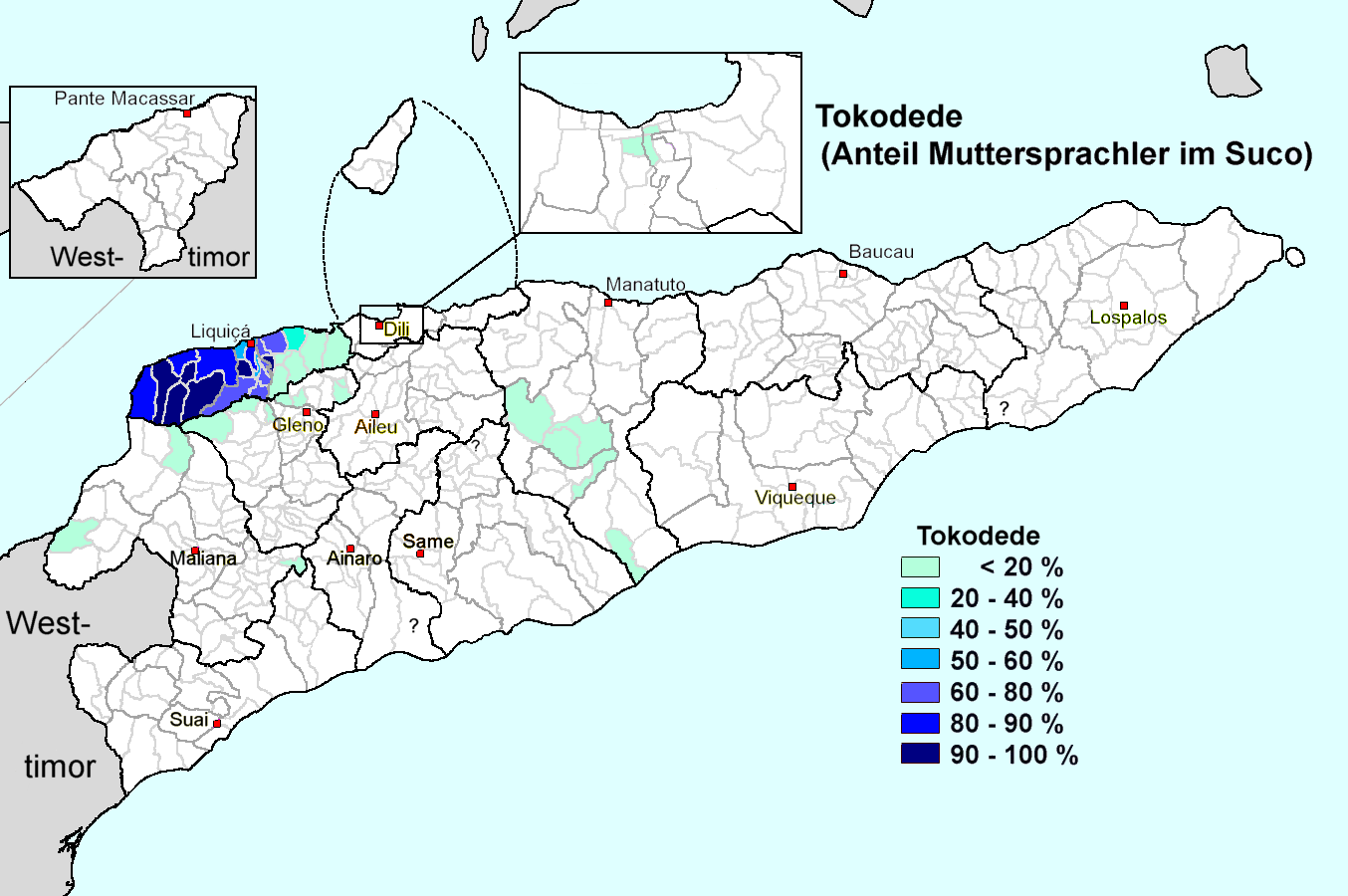
Tokodede
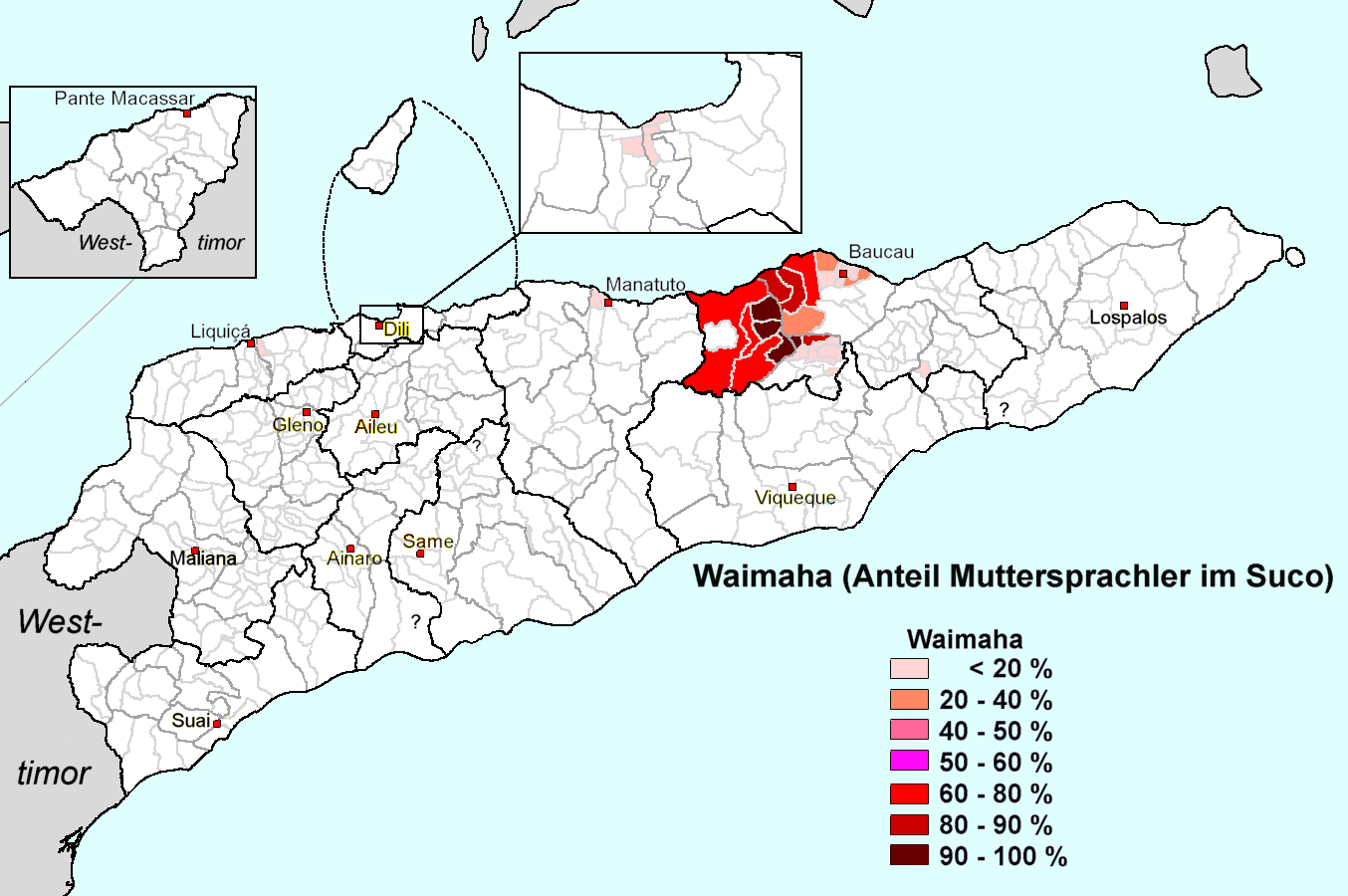
Waimaha

#### Langues selon l'âge

Langues maternelles des habitants du Timor oriental selon la tranche d'âge en 2010.
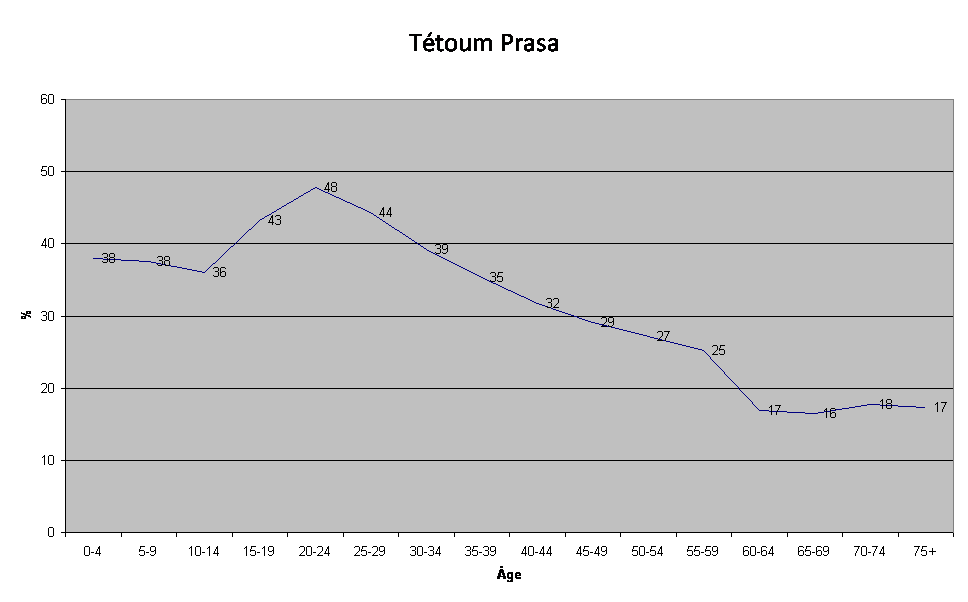
Tétoum Prasa
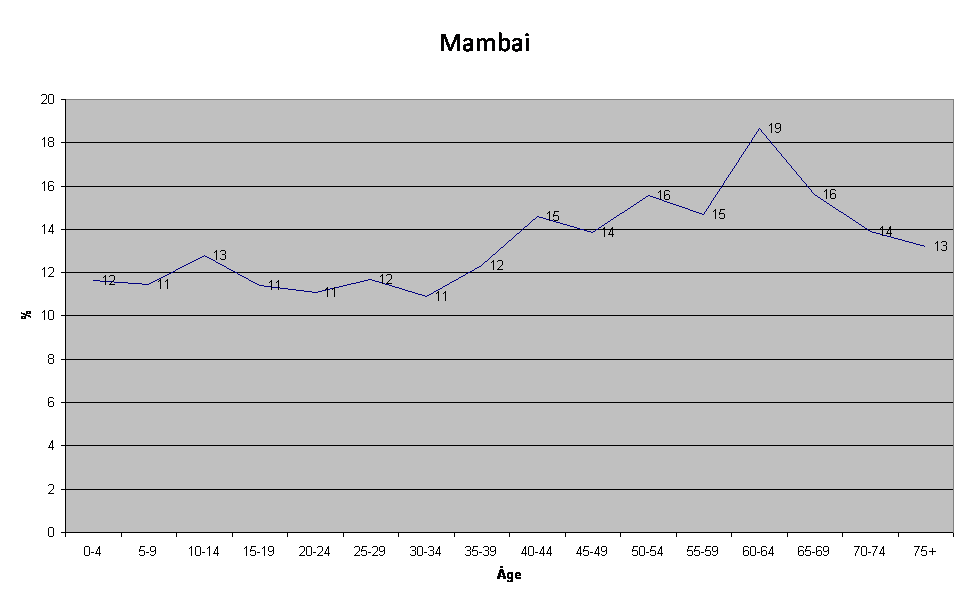
Mambai
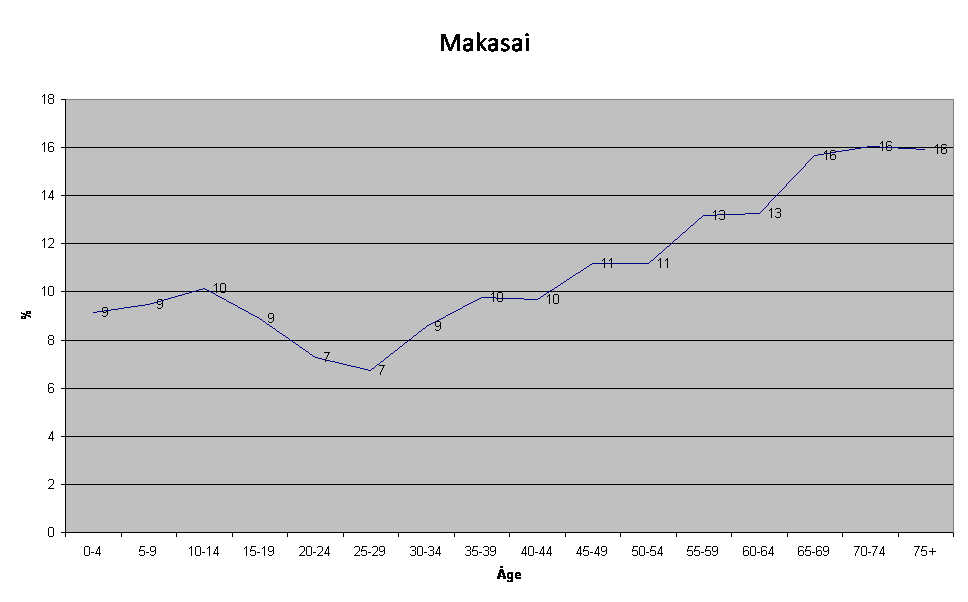
Makasai

### Langues communément parlées
|  | 85 |

|  | 44 |

|  | 30 |

|  | 15 |

### Alphabétisation
Parmi la population âgée de 15 ans et plus, 57,8 % (63,1 % des hommes et 52,5 % des femmes) est capable de parler, lire et écrire une phrase simple dans n'importe quelle langue parmi le tétoum, l'indonésien, le portugais ou l'anglais. L'alphabétisme est bien plus élevé chez les jeunes de 15 à 24 ans avec 79,1 % (80,0 % chez les hommes et 78,1 % chez les femmes).
Entre les recensements de 2004 et de 2010, l'alphabétisation de la population âgée de 10 ans et plus est passée de 46 à 58 % en langue tétoum, de 43 à 42 % en langue indonésienne, de 14 à 26 % en langue portugaise et de 6 à 13 % en langue anglaise.
Entre les recensements de 2004 et de 2010, l'alphabétisation de la population âgée de 15 à 24 ans est passée de 72 à 79 % dont de 68 à 78 % en langue tétoum (+10 points de pourcentage), de 67 à 56 % (-11 pp) en langue indonésienne, de 17 à 39 % (+22 pp) en langue portugaise et de 10 à 22 % (+12 pp) en langue anglaise.
|  | 53 |

|  | 36 |

|  | 24 |

|  | 12 |

|  | 56 |

|  | 45 |

|  | 25 |

|  | 15 |

## Principales langues utilisées sur Internet
| # | Langue     |
| - | ---------- |
| 1 | Portugais  |
| 2 | Indonésien |
| 3 | Anglais    |

|  | 38 |

|  | 35 |

|  | 20 |